# Emma (roman)
Vous lisez un « article de qualité » labellisé en 2010.  Il fait partie d'un « thème de qualité ».
Pour les articles homonymes, voir Emma.
Emma est un roman de la femme de lettres anglaise Jane Austen, publié anonymement (A Novel. By the author of Sense and Sensibility and Pride and Prejudice) en décembre 1815, bien que la page de titre soit datée de 1816. C'est un roman de mœurs, qui, au travers de la description narquoise des tentatives de l'héroïne pour faire rencontrer aux célibataires de son entourage le conjoint idéal, peint avec humour la vie et les problèmes de la classe provinciale aisée sous la Régence. Emma est considérée par certains austeniens comme son œuvre la plus aboutie.
Considéré par Sir Walter Scott comme annonciateur d'un nouveau genre de roman plus réaliste, Emma déconcerte tout d'abord ses contemporains par la description minutieuse d'une petite ville de province, où pas grand-chose n'arrive en dehors des événements de la vie quotidienne de la communauté.
Un autre aspect essentiel est celui du roman d'apprentissage, l'apprentissage de la vie par Emma elle-même, qui, malgré la vivacité de son esprit, peine tant à comprendre les sentiments des autres et les siens propres. D'autres aspects du roman, relevés plus tardivement, peuvent aussi surprendre, tels que son caractère de « roman policier sans meurtre », que seule une relecture approfondie permet d'apprécier pleinement.
Emma a fait l'objet de plusieurs traductions en français, dont la première à peine un an après sa publication en Angleterre. Après un « oubli » de cent ans, le roman est publié en feuilleton dans le Journal des débats en 1910 ; comme bien souvent dans les traductions françaises de Jane Austen, l'ironie et le « second degré » propres à l'auteur s'affadissent dans l'adaptation qui en est faite. L'œuvre a été depuis régulièrement éditée en français, dans des traductions-adaptations plus ou moins fidèles.

## Publication et accueil de l'œuvre

### Naissance du roman

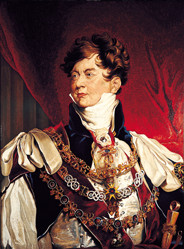
Portait du Prince régent, à qui est dédié Emma, par Thomas Lawrence, en 1816.

Jane Austen commence l'écriture d’Emma le 21 janvier 1814, pour achever le roman le 29 mars 1815.
Cette écriture débute juste avant la publication de Mansfield Park par Thomas Egerton, en mai 1814, dont Jane Austen corrige encore les épreuves alors qu'elle a déjà commencé à travailler à son nouveau roman. À défaut de rencontrer les faveurs de la critique, Mansfield Park est un succès auprès du public, puisque tout le tirage est épuisé en à peine six mois, apportant à son auteur les gains les plus importants qu'elle ait tirés jusque-là d'un seul roman.
En novembre 1815, James Stanier Clarke, le bibliothécaire du Prince régent, invite Jane Austen à Carlton House et lui apprend que le Prince régent, le futur George IV, admire ses romans et en garde un exemplaire dans chacune de ses résidences ; il lui conseille alors de dédier sa prochaine œuvre, Emma, au Régent. Si Jane Austen n'apprécie guère ce haut personnage, il lui est difficile de repousser la requête. Le bibliothécaire, fort imbu de son importance, fait alors à la romancière une série de recommandations, dont elle tire plus tard une petite œuvre satirique intitulée Plan d'un roman, selon de petits conseils de diverses origines, présentant les grandes lignes du « roman parfait »,.
Mais Jane Austen conçoit le roman à son idée, en mettant en place une intrigue quasi policière, menant le lecteur sur de fausses pistes, et l'obligeant à une relecture soigneuse pour déceler tous les indices qu'elle y a placés. En effet, l'histoire est contée au travers des yeux de son héroïne, et tout ce qu'Emma ne remarque pas n'est pas non plus perçu par le lecteur.
À la fin de l'été 1815, Jane Austen part à Londres avec son manuscrit, accompagnée de son frère Henry, pour qu'il l'aide à négocier avec les éditeurs les droits du roman.

### Publication et accueil

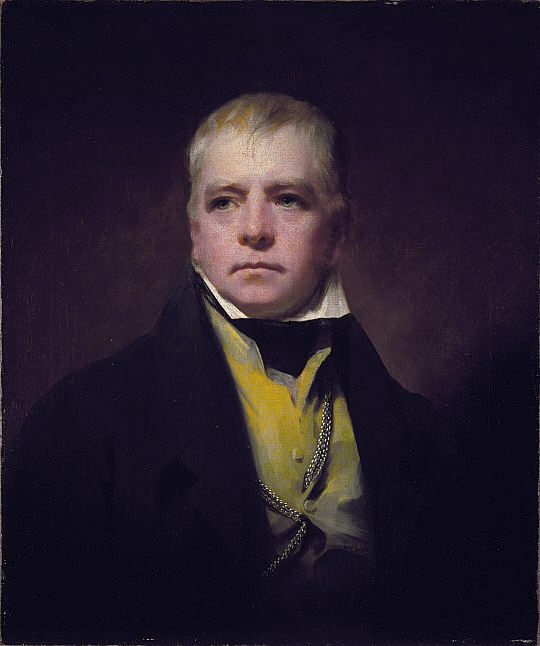
Walter Scott voit dans Emma un ouvrage annonciateur d'un « nouveau genre de roman adapté à l'époque moderne ».

Le roman paraît sous le format habituel composé de trois tomes, pour un prix total de 21 shillings.
Compte tenu des aléas de l'impression, il est daté sur sa page de titre de 1816, bien qu'il soit sorti en décembre 1815. Il est alors tiré à 2 000 exemplaires.
Jane Austen a personnellement collecté, sans commentaires, un certain nombre de réactions familiales et amicales sur son roman.
Cependant, malgré un certain nombre de réactions favorables, la prédiction de Jane Austen s'est tout d'abord largement réalisée ; elle disait en effet de son personnage, Emma : « no one but myself will much like [her] »  (« en dehors de moi, personne ne l'aimera vraiment »). De fait, le livre déconcerte. Maria Edgeworth, admirée par Jane Austen, et l'admirant elle-même, abandonne le livre après le premier volume, en disant qu'« il n'y avait pas d'histoire dans ce roman » (« there was no story in it ») ; d'autres regrettent qu'« il n'y ait que si peu de choses à se rappeler » (« there is so little to remember »). Parmi les amis de l'auteur, certains émettent l'avis que l'histoire est « trop naturelle pour être intéressante » (« too natural to be interesting »).
De son côté, Walter Scott apprécie sa peinture réaliste de la vie ordinaire. C'est lui qui, dans le Quarterly Review, consacre au roman la critique la plus importante écrite du vivant de Jane Austen. S'il trouve à l'œuvre quelques défauts, il les attribue à ses « détails minutieux », et note que l'intrigue en est encore plus ténue que celles de Sense and Sensibility ou Pride and Prejudice (« Emma has even less story than either Sense and Sensibility or Pride and Prejudice »). Mais il y voit aussi un ouvrage annonciateur d'un « nouveau genre de roman », « adapté à l'époque moderne » :
« […] the art of copying from nature as she really exists in the common walks of life, and presenting to the reader, instead of the splendid scenes of an imaginary world, a correct and striking representation of that which is daily taking place around him. »
« [C'est] l'art de copier la nature telle qu'on la rencontre dans les circonstances ordinaires de la vie, et présentant au lecteur, au lieu des scènes splendides d'un monde imaginaire, une représentation juste et frappante de ce qui se passe chaque jour tout autour de lui. »

### Traductions françaises
L'intérêt pour Jane Austen a été précoce en France, et la première traduction est parue à Paris en mars 1816, quelques mois seulement après la sortie d'Emma en Angleterre, sous le titre La Nouvelle Emma ou les Caractères anglais du siècle.
Après un « oubli » de cent ans, le roman est publié en feuilleton dans le Journal des débats du 11 juin au 23 août 1910, dans une traduction signée Pierre de Puliga. Mais Emma n'échappe pas au problème général des premières traductions françaises de Jane Austen, « belles infidèles » qui, comme l'ont souligné Valérie Cossy et Diego Saglia, élaguent l'humour de l'auteur, considéré comme « exotique », bien souvent au bénéfice d'un sentimentalisme jugé mieux adapté au goût français.
L'œuvre est ensuite l'objet de traductions régulières :
- En 1933, par P. et E. de Saint-Segond (Plon), en réalité probable révision et adaptation de la traduction de 1910 pour profiter du succès des Cinq Filles de Mrs Bennet, paru l'année précédente[N 3].
- En 1945 par Eugène Rocart (éditions La Boëtie, Bruxelles).
- En 1946 par Sébastien Dulac (éditions La Sixaine, Bruxelles).
- En 1979 par Josette Salesse-Lavergne (chez Christian Bourgois, reprise dans la collection « Omnibus » et en 10/18).
- En 1997 par Pierre Nordon (Le Livre de poche Classique), qui s'appuie sur la traduction de Josette Salesse-Lavergne, visiblement provoquée par la sortie d'Emma, l'entremetteuse de Douglas McGrath[17].
- En 2013 par Guy Laprevotte, dans le tome II des Œuvres complètes de Jane Austen en Pléiade[18].

Le style très travaillé de Jane Austen représente un véritable défi pour les traducteurs, et les adaptations sont plus ou moins fidèles, selon Christine Raguet qui en analyse trois : traduction-rétrécissement (Puligga/Saint-Segond où manque un tiers du texte), traduction « à géométrie variable » avec, parfois, affadissement et perte de la charge émotionnelle (P. Nordon), ou traduction « ontologique » (où le traducteur-écrivain transparaît, comme celle de J. Salesse-Lavergne).

## L'histoire

### Résumé de l'intrigue

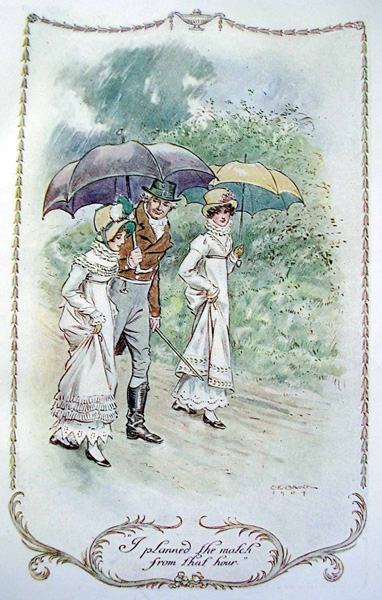
Emma explique que c'est elle qui est à l'origine du mariage de Miss Taylor avec Mr Weston (illustration de C. E. Brock, édition de 1909).

Le roman comporte trois volumes. Le volume I est composé de dix-huit chapitres, de même que le volume II. Le volume III en comporte dix-neuf.

#### Volume I
Emma Woodhouse, « belle, intelligente et riche » (handsome, clever and rich) a vingt-et-un ans. Elle habite la belle demeure de Hartfield, près du gros bourg de Highbury, avec son père âgé, hypocondriaque et veuf (chapitre I), entourée d’amis fidèles, tel Mr Knightley, son beau-frère, propriétaire du riche domaine voisin de Donwell Abbey. Son ancienne gouvernante, Miss Taylor, vient d'épouser un veuf fortuné, Mr Weston, dont le fils Frank a été adopté tout jeune par son oncle et sa tante, les Churchill, avec qui il vit à Enscombe, dans le Yorkshire (chapitre II). Emma, persuadée d’être à l'origine du mariage de Miss Taylor, et d'avoir des talents d’entremetteuse, décide alors, pour occuper sa solitude, de faire épouser la jeune et jolie Harriet Smith, dont elle s'est entichée, par Mr Elton, le vicaire de Highbury (chapitre III). Mais pour ce faire, elle doit la détourner de son penchant pour Robert Martin, un jeune fermier plein de mérite (chapitre IV).

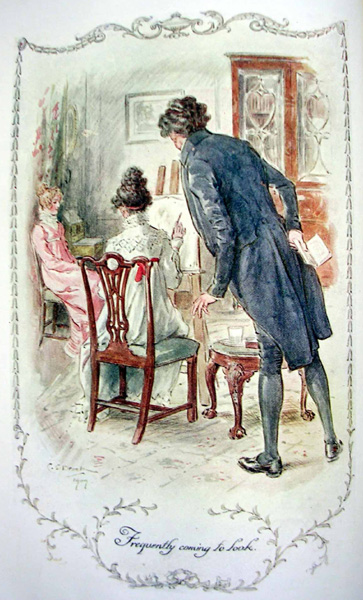
Mr Elton en admiration devant le portrait de Harriet (volume I, chapitre VI).

Malgré les réserves de Mr Knightley (chapitre V), les plans de la jeune fille semblent fonctionner à merveille : à la requête de Mr Elton, décidément séduit, Emma se lance dans la réalisation d'un portrait de Harriet (chapitre VI).
Aussi, lorsque la jeune fille reçoit une demande en mariage de Robert Martin, Emma l'amène-t-elle habilement à le refuser (chapitre VII), provoquant stupeur et contrariété chez Mr Knightley (chapitre VIII). Plus tard, sachant que Harriet fait collection de charades, Mr Elton en apporte une à Emma, qui la déchiffre pour son amie (chapitre IX).
Mr Weston lance pour Noël une invitation à dîner chez lui ; malgré l'absence de Harriet, souffrante, Mr Elton se montre charmant avec Emma (chapitre XIII). Au cours du dîner, Mr Weston apprend à Emma qu'il attend la venue de son fils Frank pour la deuxième semaine de janvier (chapitre XIV). Plus tard dans la soirée, Mr Elton s'enhardit de plus en plus vis-à-vis d'Emma. Au retour, elle se retrouve dans la même voiture que lui ; à peine la portière refermée, il lui déclare son amour. Alors qu'elle s'indigne de sa trahison envers Harriet, il répond : « Mais qui pourrait penser à Miss Smith, lorsque Miss Woodhouse est là ? ». Mortifiés, en colère l'un et l'autre, ils se séparent sur un adieu glacial (chapitre XV). Lorsque ensuite elle repense à toutes les attentions qui lui paraissaient indiquer l'amour de Mr Elton pour Harriet, Emma prend conscience qu'elles pouvaient en réalité s'adresser à elle (chapitre XV).
Il lui faut alors annoncer à Harriet que Mr Elton ne l'aime pas (chapitre XVII). Quand on apprend que Frank Churchill finalement ne viendra pas, car les Churchill ne lui en laissent pas la possibilité, Mr Knightley juge sévèrement son désistement (chapitre XVIII).

#### Volume II

##### Nouveaux visages (chapitres I à IV)
Miss Bates annonce à Emma que sa nièce, Jane Fairfax, qu'elle connaît depuis l'enfance, mais n'apprécie guère, va arriver pour passer au moins trois mois à Highbury. Lorsqu'elle la rencontre de nouveau, elle découvre une jeune femme très belle, suprêmement élégante, mais d'une réserve exagérée (chapitre II).
On apprend ensuite que Mr Elton, qui était parti à Bath, va épouser une Miss Augusta Hawkins (chapitre III), plutôt jolie et dotée d'une fortune de quelque dix mille livres.
Peu après, Mr Weston apprend à Emma que son fils Frank arrive le lendemain pour une quinzaine de jours, et l'amène enfin à Hartfield : il fait à Emma l'impression d'un très beau et aimable jeune homme. Frank se rend ensuite chez les Bates pour saluer Jane Fairfax, qu'il a rencontrée à Weymouth, avec les Campbell qui l'ont élevée (chapitre V).

##### Bals et réunions (chapitres VII à XVIII)

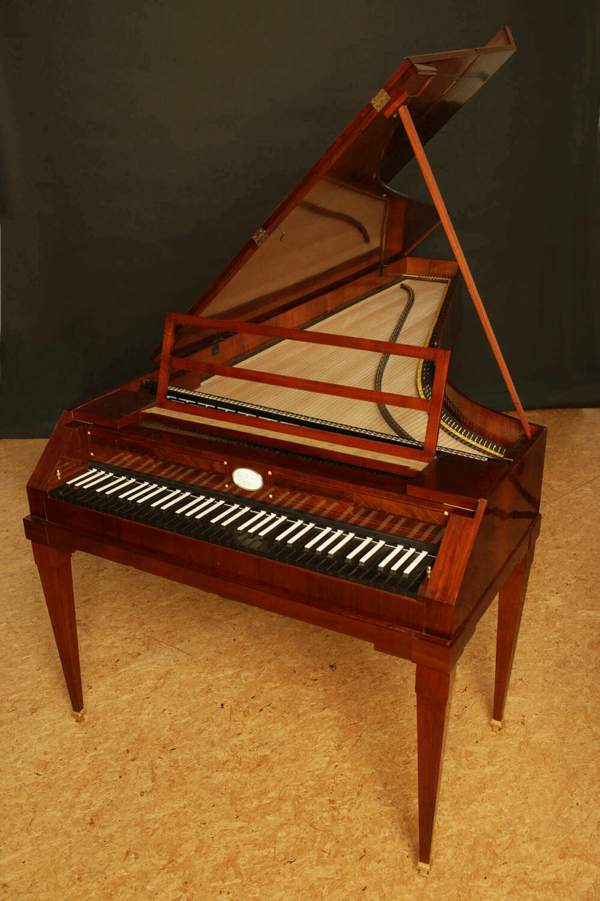
Un beau piano-forte à 5 octaves et demi, comme ceux construits par Broadwood au début du XIXe siècle.

La bonne opinion qu'Emma a de Frank Churchill, comme tout Highbury à l'exception de Mr Knightley, est un peu ébranlée dès le lendemain, lorsqu'il se rend à Londres simplement pour s'y faire couper les cheveux.
Au cours de la grande réception donnée par les Cole, Emma apprend que les Bates viennent de recevoir un élégant piano-forte livré directement par Broadwood (le meilleur facteur de piano d'alors), sans que personne ait la moindre idée de la personne qui l'a commandé. Plutôt qu'un cadeau de Mr Campbell à Miss Fairfax, Emma et Frank soupçonnent un présent de Mr Dixon, son gendre, secrètement amoureux d'elle (chapitre VIII).
Plus tard, Mrs Weston et Emma se rendent chez les Bates, où elles trouvent Frank, qui s'affaire à réparer les lunettes de Mrs Bates et même à caler le piano, sur lequel il convie ensuite Miss Fairfax à jouer (chapitre X). Alors que Frank prépare un grand bal à l'auberge de la Couronne, un message arrive d'Enscombe : Mrs Churchill va très mal, il doit rentrer immédiatement. Frank vient faire ses adieux à Emma aussi consternée que lui. Elle devine qu'il s'apprête à faire de tendres aveux lorsqu'ils sont interrompus par l'arrivée de Mr Weston (chapitre XII). Une fois le jeune homme parti, Emma s'interroge sur ses propres sentiments à son égard (chapitre XIII).
Lorsqu'elle rencontre Mrs Elton, Emma lui trouve une certaine joliesse, mais aucune élégance. Un quart d'heure de conversation à Hartfield suffit à montrer sa vanité et sa mauvaise éducation (chapitre XIV).
Les Elton étant invités à tour de rôle par toutes les familles de Highbury, Emma, malgré son aversion, se doit d'organiser à son tour une réception en l'honneur de Mrs Elton (chapitre XVI). Après le dîner, Mrs Elton se met en tête de chercher un emploi de gouvernante pour Miss Fairfax, malgré les réticences de cette dernière dont le parallèle entre le commerce des esclaves et celui des gouvernantes choque Mrs Elton. Mr Weston, revenu de ses affaires à Londres un peu plus tard dans la soirée, annonce le prochain retour de Frank (chapitre XVII).

#### Volume III

##### Bals et réunions - suite (chapitres I à VIII)

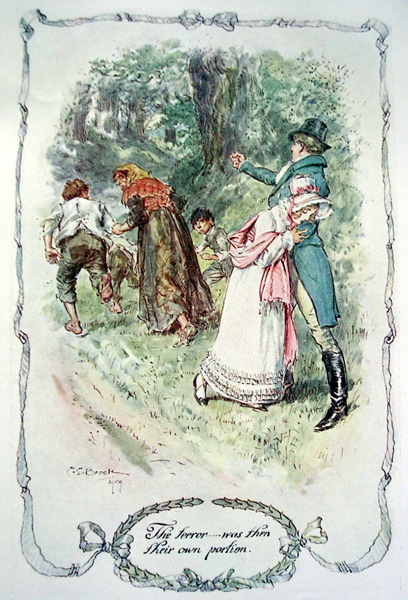
Harriet, attaquée par des gitans, est secourue par Frank Churchill (volume III, chapitre III).

Le bal qui a lieu à l'auberge de la Couronne (The Crown) permet à Mr Elton d'infliger à Harriet Smith une cruelle humiliation : prié par Mrs Weston d'inviter Miss Smith, il s'y refuse, prétextant être maintenant « un vieil homme marié », qui ne danse plus (I am an old married man [...]. My dancing days are over). Mais Mr Knightley – qui se révèle à cette occasion un remarquable danseur – vient lui-même l'inviter, sous le regard reconnaissant d'Emma (chapitre II). Quelques jours plus tard, Harriet est prise à partie par un groupe de gitans, des mains desquels la tire Frank Churchill (chapitre III). Harriet brûle alors ses « trésors », petits objets ayant appartenu à Mr Elton, et déclare nourrir désormais gratitude et admiration pour l'homme merveilleux qui vient de lui rendre un si grand service. Emma est ravie de la voir tomber ainsi amoureuse de Frank Churchill (chapitre IV).
Au mois de juin, lors d'un thé à Hartfield, Emma, Mr Knightley, Frank Churchill, Jane Fairfax et quelques autres jouent à deviner le mot caché dans un ensemble de lettres données en désordre ; les mots choisis par Frank créent une certaine tension (chapitre V). Profitant du beau temps, Mr Knightley organise une cueillette-dégustation de fraises à Donwell, où Emma le voit discuter cordialement avec Harriet (chapitre VI).

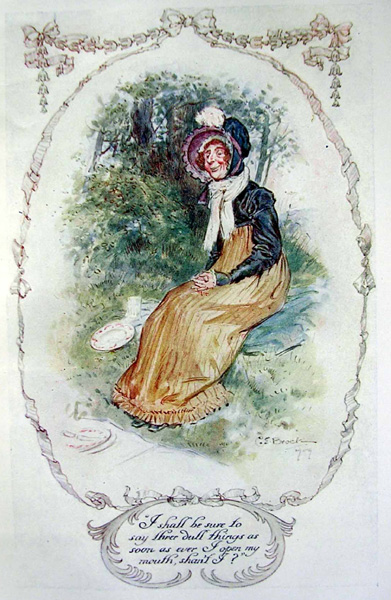
Miss Bates, raillée par Emma à Box Hill (volume III, chapitre VII).

Le lendemain a lieu une excursion à Box Hill. Au cours du pique-nique, Emma ne peut s'empêcher de lancer un cruel trait d'esprit dont Miss Bates fait les frais, au grand mécontentement de Mr Knightley. La justesse de ses reproches laisse Emma consternée et en pleurs (chapitre VII). Dès le matin suivant, elle se rend chez Miss Bates, décidée à faire excuser par son comportement ses paroles de la veille. Là, elle apprend le départ en catastrophe de Frank Churchill pour retrouver les Churchill à Richmond, et l'acceptation par Jane Fairfax d'un poste de gouvernante chez une amie de Mrs Elton (chapitre VIII).

##### Révélations (chapitres IX à XIX)
En rentrant, elle croise Mr Knightley, venu faire ses adieux : il part quelques jours chez son frère, à Londres. Le lendemain, tout Highbury retentit de la nouvelle, arrivée par express de Richmond : Mrs Churchill vient de rendre l'âme (chapitre IX). Cette nouvelle mène à une révélation, dont l'annonce par Frank Churchill plonge Mrs Weston dans une sollicitude angoissée pour Emma, qu'elle croit amoureuse de Frank : il vient en effet de dévoiler qu'il s'était secrètement fiancé – avant même son arrivée à Highbury – à Miss Fairfax ; la totale hostilité de Mrs Churchill à une telle mésalliance lui interdisait, explique-t-il, de faire part de ce secret, même à ses parents.
Lorsque Mrs Weston lui annonce la nouvelle, Emma la reçoit avec intérêt et chaleur (chapitre X). Mais elle doit à son tour annoncer les fiançailles de Frank Churchill à Harriet, qui lui révèle alors que le seul objet de ses pensées est non pas Frank, malgré l'épisode des gitans, mais Mr Knightley, depuis qu'il l'a sauvée de l'humiliation infligée par Mr Elton. La révélation frappe Emma de terreur : en un éclair, elle comprend que « Mr Knightley ne doit épouser personne, si ce n'est elle-même ! » (chapitre XI).
Le lendemain, lors d'une promenade, elle rencontre Mr Knightley, rentré précipitamment de Londres, craignant qu'elle ne souffre de savoir Frank Churchill fiancé. Elle le rassure : il a abusé de sa bonne foi, mais ne l'a pas blessée (he has imposed on me, but he has not injured me). Mr Knightley lui avoue alors son amour. Nouvelle révélation fulgurante : Harriet n'était rien, elle-même était tout ([...] Harriet was nothing, [...] she was every thing herself). Aux tendres propos de Mr Knightley, Emma répond favorablement. « Que dit-elle alors ? Exactement les mots qu'il faut, bien sûr – une dame le fait toujours » (What did she say? Just what she ought, of course. A lady always does), se borne à écrire Jane Austen (chapitre XIII).
Une très longue lettre de Frank Churchill à Mrs Weston permet d'éclaircir les raisons de son comportement et de celui de Miss Fairfax (chapitre XIV). Même si Mr Knightley propose à Emma de demeurer à Hartfield après leur mariage, et non à Donwell Abbey (chapitre XV), Mr Woodhouse est très réticent à l'idée du changement dans son mode de vie qu'entraînerait le mariage de sa fille cadette (chapitre XVII).
Plus tard, Mr Knightley apprend à Emma que Robert Martin a de nouveau demandé sa main à Harriet, et qu'elle a accepté (chapitre XVIII). Emma assiste en septembre à leur mariage avec une satisfaction sans mélange. Un chapardage dans une maison du voisinage amène Mr Woodhouse à se rendre compte de la sécurité que lui procurerait un gendre installé chez lui… et il donne son accord. Seule Mrs Elton est mécontente du mariage d'Emma, qui a lieu au mois d'octobre (et auquel elle n'est pas invitée) : « très peu de satin blanc, très peu de voiles de dentelle ; vraiment minable ! » (very little white satin, very few lace veils; a most pitiful business!) (chapitre XIX).

### Principaux personnages
Le roman, immergé dans la vie de Highbury, foisonne d'un nombre considérable de personnages, parfois mineurs, mais qui contribuent à donner corps à la communauté qui sert de toile de fond à l'œuvre. D'ailleurs, outre ceux que l'on y côtoie, Emma met en scène indirectement de nombreux personnages que l'on ne rencontre jamais : c'est le cas de Mr Perry, souvent cité, l'apothicaire omniprésent et quasi invisible, mais aussi de Mr Suckling, l'heureux propriétaire de Maple Grove, si souvent mis à contribution par sa belle-sœur, Mrs Elton, ou des Campbell, les amis et protecteurs de Jane Fairfax, ou encore des Churchill, les parents adoptifs de Frank Churchill.

#### Familles Woodhouse et Knightley
- Emma Woodhouse. Âgée de 21 ans, Emma est « belle, intelligente, et riche, avec une demeure confortable et une heureuse nature »[N 6]. Elle demeure avec son père dans leur beau domaine de Hartfield, dans le Surrey. Son esprit vif trouve plaisir à manœuvrer ses proches pour parvenir à marier telle personne avec telle autre, pour leur plus grand bonheur, pense-t-elle. Innocemment égocentrique, et plus ou moins prétentieuse, mais aussi généreuse et droite, elle acceptera que ses amis, essentiellement Mrs Weston et Mr Knightley, la remettent dans le bon chemin. Elle regarde avec une certaine condescendance les gens d'un rang moins élevé que le sien, mais va faire des efforts... qui ne seront pas vains.

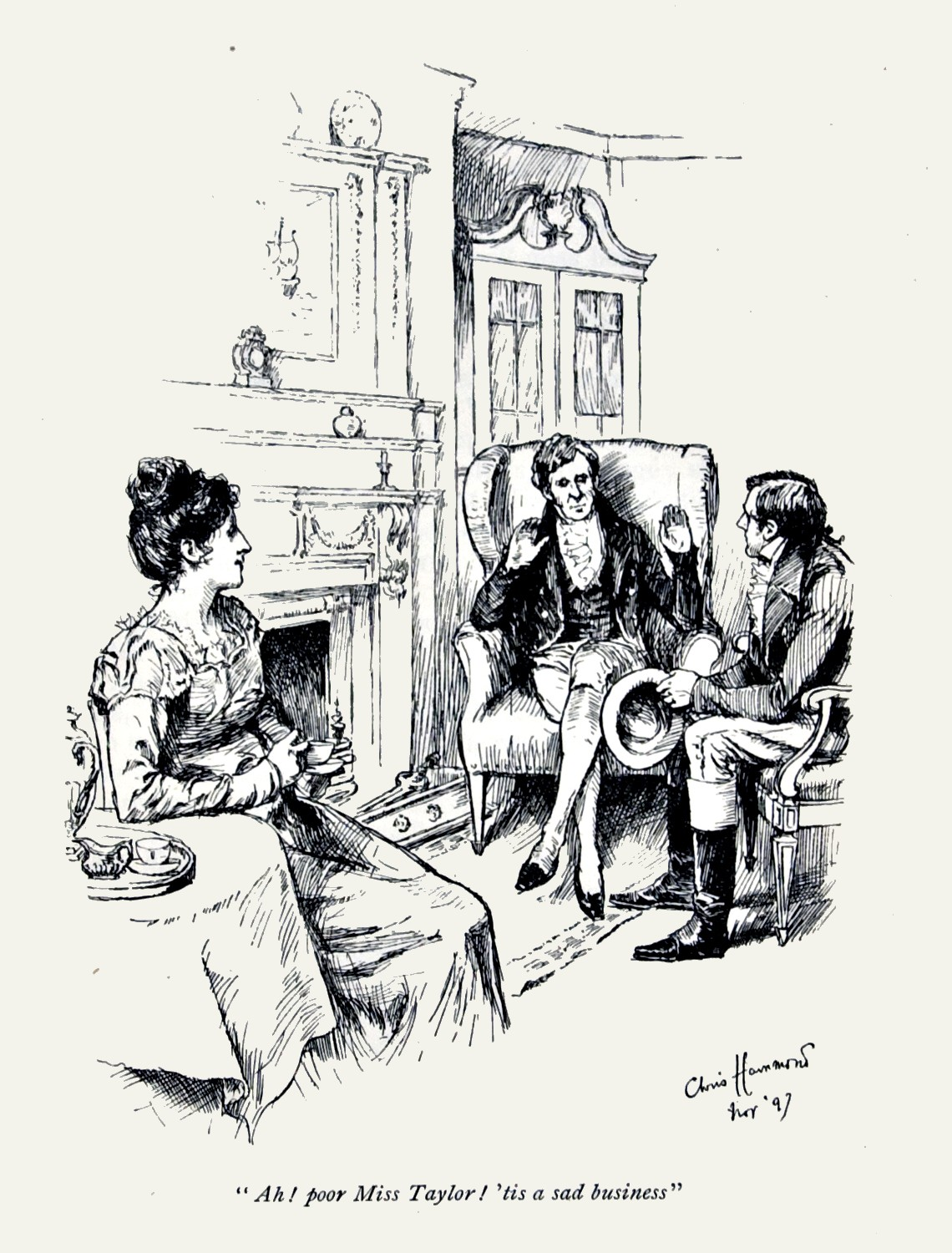
Mr Woodhouse est catastrophé par le mariage de la « pauvre Miss Taylor » (Chris Hammond, 1898).

- Henry Woodhouse : Père d'Emma, de tempérament anxieux, voire hypocondriaque, il est toujours très préoccupé tant par sa santé que par celle de ses proches, au point de tenter de refuser à ses visiteurs les nourritures qu'il considère comme trop riches. Attaché à ceux qu'il connaît, ayant horreur du changement, il vit mal les séparations, quitte à exprimer sa souffrance en l'attribuant à ceux qui le quittent, ne parlant guère par exemple de Mrs Weston, gouvernante d'Emma avant d'épouser Mr Weston, qu'en l'appelant « Poor Miss Taylor » (« Pauvre Mademoiselle Taylor »).
- George Knightley : « Âgé d'environ trente-sept ou trente-huit ans », plein de bon sens, Mr Knightley est pour Emma, sa jeune belle-sœur, un ami proche, et son seul critique, bien qu'il ait pour elle une profonde affection. Mr Knightley est un homme énergique, actif, prévenant sans ostentation, et son solide bon sens s'applique à Emma comme aux autres. Il est le propriétaire du beau domaine voisin de Donwell Abbey, qui englobe de vastes terrains ainsi qu'une ferme. Il est le frère aîné de Mr John Knightley, époux de la sœur aînée d'Emma.
- John Knightley : Frère cadet de George Knightley, il demeure avec sa femme Isabella et ses enfants à Brunswick Square[47],[N 7], à Londres (une adresse assez huppée dans ce qui est aujourd'hui le quartier de Bloomsbury[48].
- Isabella Knightley : Sœur aînée d'Emma, elle a environ sept ans de plus qu'elle, et a épousé John Knightley, auquel elle est très attachée. Ils ont déjà cinq enfants : l'aîné, Henry, est âgé de six ans, et une petite fille, qu'on prénomme Emma, leur naît au printemps, après avoir été précédée par John, Bella et George[49].

#### Famille Weston
- Anne Weston : Anne Taylor de son nom de jeune fille, d'excellentes manières (ladylike), Mrs Weston a été la gouvernante d'Emma pendant seize ans, et reste sa meilleure amie et sa confidente. Elle épouse Mr Weston au cours du premier chapitre du roman et donne naissance à une petite fille, prénommée Anna, l'été suivant[50].
- Mr Weston : Veuf très jeune de sa première épouse, une Miss Churchill d'Enscombe, qu'il s'est ruiné à essayer de rendre heureuse, le capitaine Weston a épousé en secondes noces l'ancienne gouvernante d'Emma, Anne Taylor. Après l'adoption de son fils Frank par les Churchill, il se lance dans les affaires avec le soutien de ses frères, établis à Londres[51], et y rencontre un certain succès, puisqu'au bout de dix-huit ou vingt ans, il s'est suffisamment enrichi pour acquérir un petit domaine près de Highbury, et épouser Miss Taylor, malgré sa totale absence de biens[19].
- Frank Churchill : Fils de Mr Weston, né de son précédent mariage, c'est un jeune homme de 23 ans[52], aimable et au contact facile, apprécié de tous, sauf de Mr Knightley, qui croit constater qu'il a une mauvaise influence sur Emma. Après la mort de sa mère, alors qu'il avait deux ans, il a été élevé loin de son père à Enscombe, dans le Yorkshire, par son oncle et sa tante, très fortunés, qui l'ont adopté[51],[N 8]. Son comportement est parfois assez mystérieux.
- Les Churchill d'Enscombe : Le frère de Miss Churchill et sa femme ont condamné sa mésalliance avec le capitaine Weston. Cependant, n'ayant pas d'enfant, et le petit Frank Churchill étant leur parent le plus proche[51], ils l'ont pris en charge, pour en faire plus tard leur héritier, peu après la mort de sa mère, soulageant ainsi Mr Weston d'une éducation qu'il ne pouvait en aucun cas assumer à ce moment-là. Leur propriété d'Enscombe se trouve dans le Yorkshire, à la distance considérable de 90 miles de Londres.

#### Famille Bates

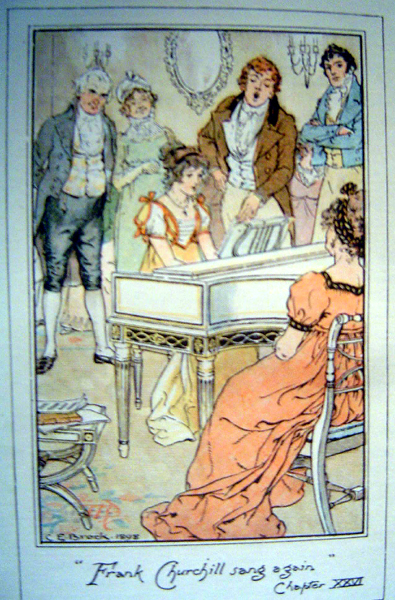
Frank Churchill chantant en duo avec Miss Fairfax, lors de la réception chez les Cole (volume II, chapitre VIII).

- Mrs Bates : La grand-mère de Jane Fairfax, vieille dame un peu sourde, est la veuve d'un ancien curé de la paroisse. La mort de son mari l'a plongée, ainsi que sa fille, dans une quasi-misère.
- Miss (Hetty) Bates : La tante de Jane Fairfax est une vieille fille extrêmement bavarde mais d'une gentillesse jamais démentie. Elle ne manque jamais de parler longuement de sa nièce Jane Fairfax, qui lui écrit très régulièrement. D'âge moyen, sans beauté et ne disposant que d'un revenu des plus modestes, elle se consacre à prendre soin de sa mère déclinante et à chercher à tirer le meilleur parti de ses maigres ressources, ce qui n'affecte pas sa bonne humeur et sa bonne volonté envers ses concitoyens, qui lui retournent son affection.
- Jane Fairfax : Comme Miss Woodhouse, elle est âgée de 21 ans[53]. C'est une très belle jeune femme à la chevelure sombre et aux yeux d'un gris profond[54], modèle de ce que doit être une femme accomplie, bien que de naissance très modeste. Sa maîtrise du piano-forte et du chant est absolument remarquable, et lui vaut l'admiration silencieuse d'Emma, elle-même pourtant douée d'un certain talent. 
Orpheline très jeune, elle est l'unique enfant de la plus jeune fille de Mrs Bates et du lieutenant Fairfax, mort au combat. Elle a été recueillie et élevée, pratiquement comme une deuxième fille, par le colonel Campbell, un ami de son père qui lui avait sauvé la vie par ses soins alors qu'il était atteint du typhus[55],[N 9]. Mais Miss Campbell vient d'épouser Mr Dixon, et Jane est revenue pour quelques mois à Highbury. Sachant qu'elle sera obligée de travailler pour vivre, Mrs Elton est décidée à lui trouver une place de gouvernante chez l'une ou l'autre de ses connaissances de Bath, malgré les réticences manifestes de Jane.

#### Autres personnages
- Harriet Smith : Jeune protégée d'Emma, âgée de dix-sept ans, fraîche et charmante, de petite taille et très jolie avec ses aimables rondeurs (plump), ses cheveux clairs et ses doux yeux bleus[56], elle est la « fille naturelle de quelqu'un » (the natural daughter of somebody), d'un rang social très certainement modeste, et d'éducation en rapport. Elle est l'une des pensionnaires de Mrs Goddard, qui est en quelque sorte du même coup sa tutrice[57].

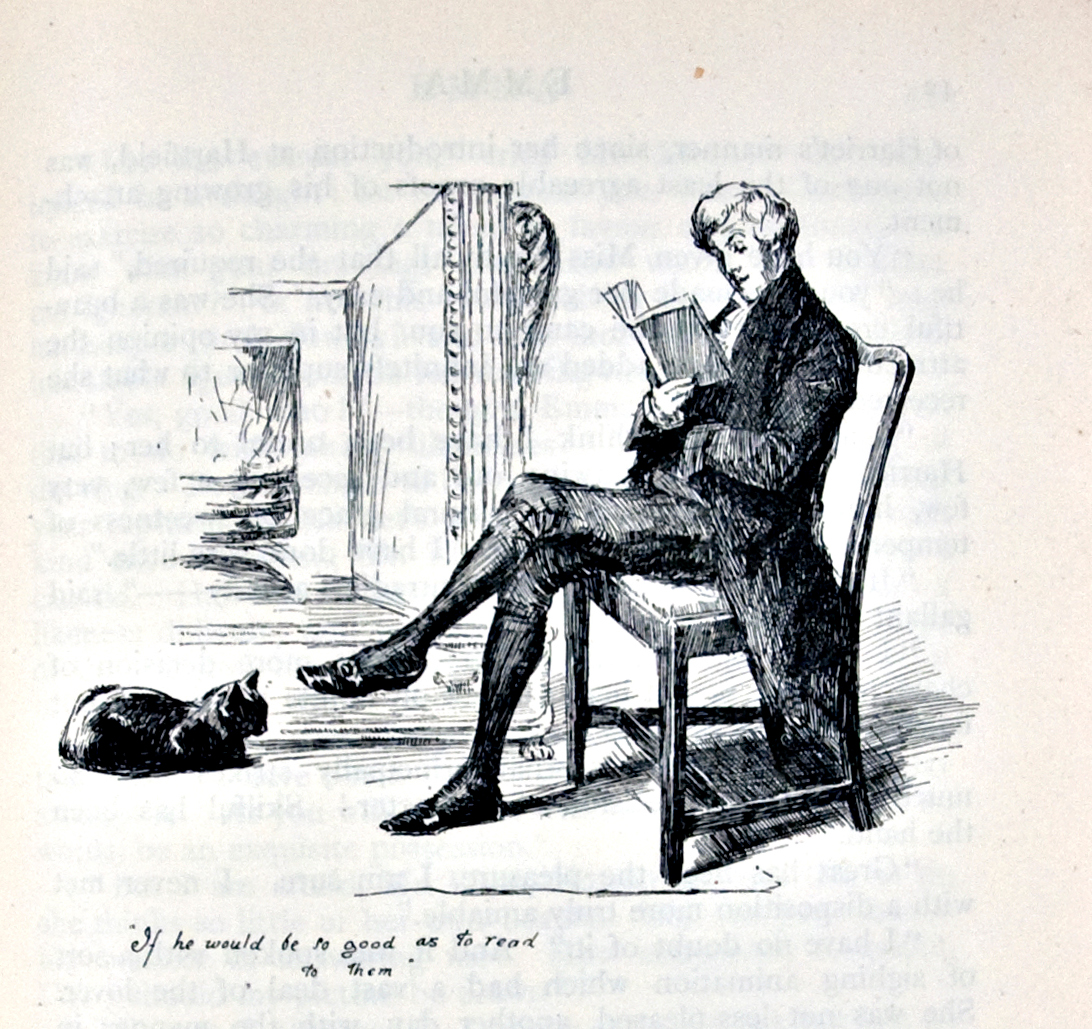
Mr Elton fait la lecture à Emma et Harriet (Chris Hammond, 1898).

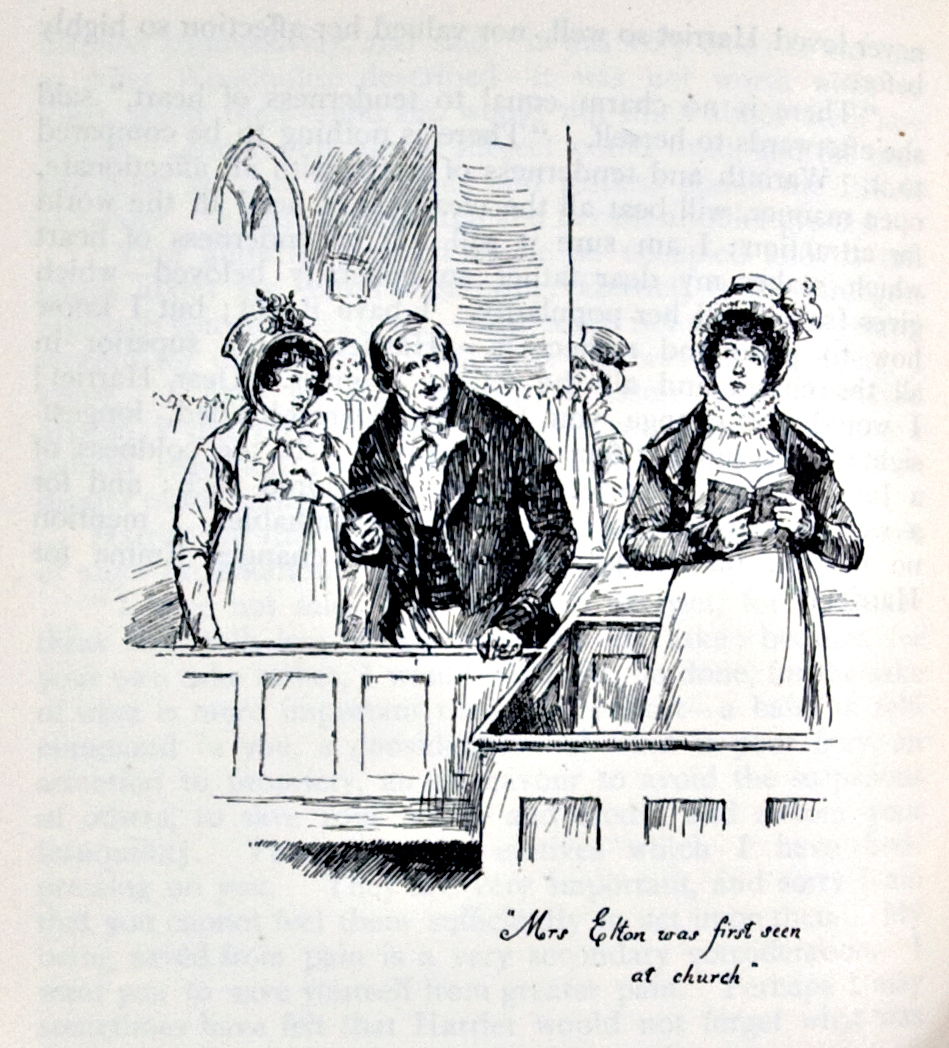
C'est à l'église que les habitants de Highbury aperçoivent Mrs Elton pour la première fois (volume II, chapitre XIV). Gravure de Chris Hammond.

- Robert Martin : franc-tenancier[N 10] qui, malgré son jeune âge, gère une prospère ferme d'élevage (Abbey Mill farm) à Donwell, il appartient à une famille de paysans aisés, en pleine ascension sociale[58], qui comprend, outre lui-même, sa mère, veuve, et ses deux jeunes sœurs. Âgé de 24 ans, actif, intelligent et doté d'un grand bon sens, il est tenu en haute estime par Mr Knightley, alors qu'Emma témoigne à son égard d'un certain dédain lié à son peu de naissance. Il est plein d'attentions pour Harriet, qui y est très sensible[59]. Étonnamment instruit, au point de tourner des lettres « dignes d'un gentleman »[60] qui surprennent beaucoup Emma, il est tout disposé à lire les romans que lui recommande Harriet.
- Philip Elton : De belle mine, ce jeune clergyman ambitieux, âgé de vingt-six ou vingt-sept ans[61], semble très épris de la jolie Harriet Smith, dont il demande à Emma Woodhouse de faire le portrait ; mais c'est d’Emma qu’il souhaite en réalité s'attirer les bonnes grâces. Sous son allure plutôt séduisante au premier abord, Mr Elton est très réaliste. Célibataire privilégié par sa fonction et son statut de clergyman, il veut consolider sa situation et n'envisage pas d'épouser une jeune fille qui n'apporterait pas une dot respectable[62].
- Augusta Elton : Miss Hawkins vient de Bath, ville d'eau à la mode et superficielle, que Jane Austen n'appréciait guère. Elle est la plus jeune fille d'un marchand de Bristol, port connu pour son commerce avec les Indes occidentales et son rôle dans la traite des Noirs[63]. Son mariage avec Mr Elton est une surprise pour Emma et un drame pour Harriet. Mrs Elton est financièrement aisée, certes, mais passablement insupportable par sa vanité compulsive et sa vulgarité. Son souci d'affirmer son statut social en fait l'exemple de la parvenue, exprimant son opinion et affirmant son rang en toute occasion, y compris en montrant l'influence dont elle dispose pour faire le bien de sa protégée, Jane Fairfax, contre ses souhaits s'il le faut.
- Mr et Mrs Cole : Résidents de Highbury, les Cole ont une situation financière enviable du fait des revenus très confortables que leur assure leur entreprise londonienne[N 11]. Emma a la ferme intention, initialement du moins, de refuser leur invitation, jugée indigne d'être acceptée par elle, mais comme les personnes qu'elle respecte, Mr Knightley, Mr Weston, l'acceptent, elle se rend compte que ses préjugés conservateurs risquent de la marginaliser[65].
- Mr Perry : Mr Perry, l'apothicaire de Highbury, pour lequel Mr Woodhouse a le plus grand respect, est un personnage souvent cité par ses concitoyens, apparemment omniprésent et pourtant jamais entendu, arpentant les pages du roman en n'étant jamais que fugitivement entr'aperçu. Il est souvent considéré de ce fait comme l'exemple même d'un « non-personnage »[66].
- Mr Ford : C'est à la boutique de Mr Ford, véritable centre de gravité de la bourgade, que se retrouve la communauté des habitants de Highbury : c'est là qu'on échange les derniers potins, là que l'on peut croiser aussi bien Mr Perry qu'Emma, Mr Cole, ou Frank Churchill lui-même, dont l'hypothétique venue alimente tant les conversations.

### Cadre de vie

#### Highbury

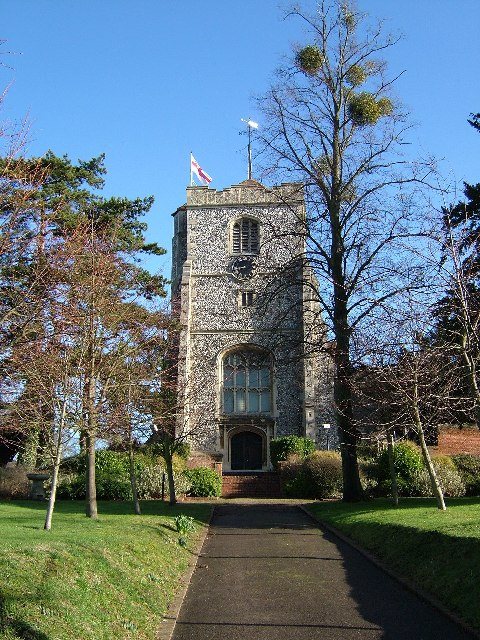
Église paroissiale de Leatherhead, le modèle probable de Highbury.

Jane Austen connaît le Surrey par des cousins de la famille, le Révérend et Mrs Samuel Cooke, qui habitent à Great Bookham, près de Leatherhead. Selon la tradition familiale des Austen, c'est précisément à partir de Leatherhead qu'a été créé le « gros et populeux village » de Highbury, à un demi-mile à peine de la demeure de l'héroïne, Hartfield, où se trouvent l'église, les magasins et les maisons des amies d'Emma. De fait, au cours de l'été 1814, Jane Austen a passé une quinzaine de jours à Leatherhead.

##### Visite de Highbury
- Au sud :

En allant vers le nord à partir de Donwell Abbey, la propriété de Mr Knightley, le promeneur se dirige vers Hartfield et Highbury, et passe à proximité du hameau de Langley. On arrive ainsi à Hartfield, la résidence de Mr Woodhouse, à l'extrémité sud de la grand-rue de Highbury, High Street, le long de laquelle se trouvent de nombreuses boutiques et les demeures des citoyens de Highbury, comme Mr Perry, l'apothicaire, ou la prospère famille Cole. Toujours en remontant High Street, après avoir dépassé la petite maison où vivait Mr Weston avant de pouvoir acheter Randalls, on arrive au bureau de poste et à la boucherie.
- Au centre, près de l'église :

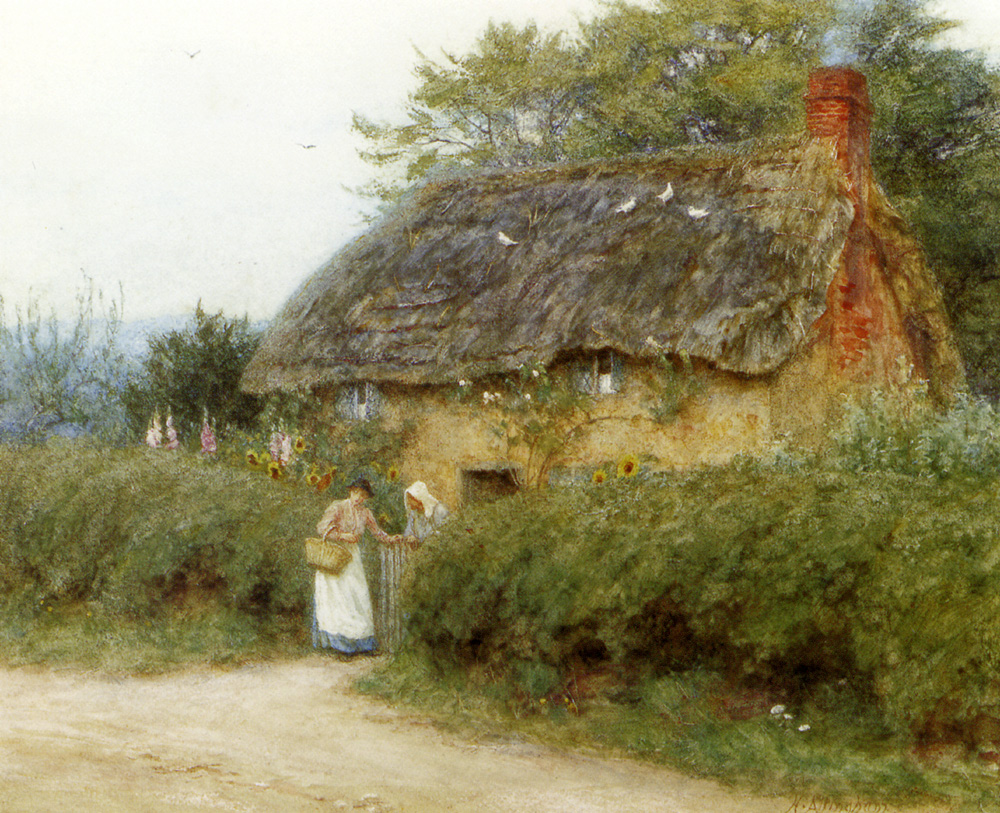
Cottage de la campagne anglaise, par Helen Allingham.

On parvient alors au centre du village, où se trouve l'église, ainsi que le carrefour avec, d'un côté, Broadway Lane, et de l'autre, Vicarage Lane (« le chemin du presbytère »), qui, avec un tournant très brusque et assez dangereux, mène, après quelques cottages très modestes, au presbytère de Mr Elton. C'est encore plus loin sur Vicarage Lane qu'habite dans une misérable chaumière la pauvre famille à laquelle Emma rend visite avec Harriet Smith à la mi-décembre.
Mais, si au lieu d'aller vers le presbytère sur Vicarage Lane, on continue à remonter High Street vers le nord, on passe la boulangerie tenue par Mr et Mrs Wallis, puis la maison des Cox, deux frères et leurs deux sœurs. Quant à la fameuse boutique de Mr Ford, centre de la vie highburyenne, elle se situe après le carrefour, en remontant vers le nord, mais côté ouest. De façon très appropriée se trouve tout près une couturière, qui fait des robes sur mesure à partir de la mousseline achetée chez Mr Ford, et à qui la proximité de l'école de Mrs Goddard, un peu plus haut sur la rue, assure sans doute un fonds de commerce intéressant.
- Au nord :

Enfin, presque au bout de High Street se trouve la maison des Bates, donc de Miss Fairfax. C'est une vieille maison exiguë, qui d'ailleurs ne leur appartient pas. En face des Bates se trouve par un heureux hasard l'auberge de la Couronne (The Crown Inn), où Frank Churchill a repéré une grande salle qui conviendrait parfaitement au bal qu'il envisage de donner pour le plus grand plaisir de Miss Fairfax. L'endroit est en triste état, mais grâce à « la lampe d'Aladin de Mr Weston », la salle est méconnaissable lorsque le bal a lieu.
En continuant vers le nord, on arrive rapidement au bout de High Street, qui débouche sur deux routes ; d'un côté celle qui va vers Kingston upon Thames, et permet d'aller à Randalls, la propriété de Mr Weston, juste séparé de Highbury par un champ communal. Plus loin encore se situe Clayton Park, la propriété des Gilbert, une famille irréprochable de la communauté de Highbury.
L'autre route, qui mène à Richmond, présente, après un virage soudain, une longue portion ombragée et dissimulée par des ormes, un endroit parfait pour une agression comme celle des gitans qui attaquent Harriet Smith ; Frank Churchill, justement en route pour rejoindre les Churchill à Richmond, lui porte alors secours (volume III, chapitre III).

##### Les habitants de Highbury
Le roman donne une présence et une vie particulières aux habitants de Highbury, dont la communauté semble dotée bien souvent d'une opinion propre, au-delà de celle de tel ou tel de ses membres. À de nombreuses reprises en effet, la vox populi s'exprime, le plus souvent pour laisser sourdre une rumeur, puis la commenter, et arriver ainsi parfois à un consensus. Pour Adela Pinch, il existe dans le village « un personnage immatériel, mais omniprésent, désigné [par Jane Austen] sous le terme de tout le monde ». Commérages et suppositions diverses sur les derniers évènements vont bon train à Highbury, et forment la trame de la vie du village, dont le bruissement s'entend en arrière-plan tout au long du roman.

#### Hartfield
La confortable demeure de Mr Woodhouse n'est décrite qu'à l'occasion d'événements précis. Frank Churchill en franchit le large portail de fer (the great iron sweep gate), qui n'est pas à plus de vingt yards de l'entrée principale, Mrs Elton en compare l'intérieur à Maple Grove, la maison de son beau-frère, Mr Suckling. Emma a fait installer une grande table ronde dans la salle à manger pour remplacer « la petite Pembroke sur laquelle, deux fois par jour, pendant quarante ans, les repas de son père avaient été entassés » (« the small-sized Pembroke on which two of his daily meals had for forty years been crowded »), et, pour le confort de Mr Woodhouse qui craint si fort le froid, les cheminées sont toujours allumées.
On sait cependant que la demeure a trois fois la taille de Randalls, dispose de plusieurs salons, et de suffisamment de chambres pour loger Isabella (la sœur aînée d'Emma), son mari et leurs cinq enfants lorsqu'ils viennent séjourner à Hartfield. On sait également que la domesticité entretenue par Mr Woodhouse est assez peu nombreuse : à l'intérieur de la maison il y a seulement Serle, qui fait office de cuisinier et d'homme de charge, avec un majordome et quelques servantes, et dehors, James, le cocher, avec quelques palefreniers.

#### Donwell Abbey
Situé à environ un mile au sud de Hartfield, le domaine de Mr Knightley porte un nom qui symbolise sa valeur : c'est une très ancienne abbaye qui a « bien agi » (done well), un lieu qui atteint une sorte de perfection spirituelle et matérielle, puisque les vergers sont en fleurs et les fraises mûres en même temps, les champs respirent la prospérité et les vieux arbres ombragent les allées. La maison « était exactement ce qu'elle devait être, et paraissait ce qu'elle était ». Emma, dans son préjugé de caste, éprouve pour elle un grand respect, « car elle est la demeure d'aristocrates véritables, dont l'intelligence est aussi pure que le sang ». La description a des allures de panégyrique : tout y symbolise la pérennité et la fécondité d'un lieu à l'abri des changements.
Cette ancienne abbaye convertie en résidence au XVIe siècle est plus grande que Hartfield, et tout à fait différente, par sa situation abritée au pied d'une pente, par sa disposition irrégulière, par ses jardins qui se prolongent en prés qui s'étendent jusqu'à un cours d'eau, avec de nombreux arbres que personne n'a eu l'idée d'abattre.

#### Randalls
Randalls est la demeure de Mr Weston, où il vit avec sa femme, la « pauvre Miss Taylor », ainsi que persiste à l'appeler Mr Woodhouse. Ce petit domaine, situé juste à côté de Highbury, est celui que lui a permis d'acheter la petite fortune obtenue par ses affaires à Londres. Mais avant d'acquérir Randalls, dont il guettait la vente depuis fort longtemps car c'est le domaine dont il rêvait, Mr Weston possédait une petite maison à Highbury, où il venait passer l'essentiel de ses loisirs. Dans l'esprit de Mr Weston, il était exclu de « s'établir » avant d'avoir pu acheter Randalls, avec en tête son mariage avec Miss Taylor.

## Thèmes

### Emma, ou la banalité du monde réel
Peuplé de petits « détails minutieux » (pour reprendre le terme de Sir Walter Scott), très réalistes mais anodins, le roman a désorienté de nombreux contemporains de Jane Austen par son immersion dans la vie quotidienne d'une petite ville, et par son absence corrélative de spectaculaire. On y voit, par exemple, Emma accompagner Harriet à la boutique de Mr Ford, et, pendant que son amie s'affaire pour ses emplettes, aller se poster à la porte pour observer le spectacle de la rue : 
« […] the butcher with his tray, a tidy old woman travelling homewards from shop with her full basket, two curs quarrelling over a dirty bone, and a string of dawdling children round the baker's little bow-window eyeing the gingerbread […]. »
« […] le boucher avec son plateau, une vieille femme proprette revenant chez elle de la boutique avec son panier rempli, deux chiens bâtards qui se disputent un os malpropre, et une file d'enfants baguenaudant autour de la petite fenêtre en saillie du boulanger, à regarder le pain d'épice […] »

C'est que le centre de la vie à Highbury se trouve dans la boutique de Mr Ford. C'est là que se rencontrent par exemple Harriet Smith et son admirateur, Robert Martin (volume II, chapitre III). Aussi, convaincu de l'importance du lieu, Frank Churchill déclare-t-il : 

« pour prouver que j'appartiens à cet endroit, pour être un vrai citoyen de Highbury, je dois acheter quelque chose chez Ford. 
that I may prove myself to belong to the place, to be a true citizen of Highbury, I must buy something at Ford's (volume II, chapitre VI). »

### Une société en mutation

#### Statut social
Emma est un roman où la hiérarchie des classes a une grande importance. Après l'élite de la petite ville qu'incarnent les Knightley et les Woodhouse, on rencontre ceux dont la profession assure la distinction, comme l'ambitieux clergyman, Mr Elton. Encore en dessous viennent commerçants et fermiers, dont les Ford d'un côté, les Martin de l'autre, sont de dignes représentants. Emma Woodhouse elle-même a une idée très précise de cette hiérarchie, et son intérêt pour Harriet Smith ne lui dissimule pas l'infériorité de sa condition.
Cependant, derrière la rigidité sociale impliquée par cette hiérarchie, le roman fait apparaître des nuances, des subtilités, des changements dans le statut des uns et des autres, qui dessinent au contraire une société en pleine évolution. En effet, nombre de personnages du roman ont changé de statut social ou sont en train d'en changer. Indépendamment du cas de Harriet Smith, fille illégitime de « quelqu'un » – ce qui laisse ouvertes toutes les suppositions qu'Emma peut souhaiter faire sur son rang social – s'entrecroisent ici Mrs Elton, exemple caricatural de nouveau riche, Mr Elton, satisfait de son nouveau statut de prêtre de la ville de Highbury, Miss Bates, à la fois misérable et fille de notable elle-même (puisqu'elle est la fille de l'ancien vicaire), ou les Cole, en train de changer de catégorie sociale, grâce à la réussite financière de leur entreprise londonienne.
Mr Weston lui-même est d'une famille qui « au cours des deux ou trois dernières générations, n'a cessé de progresser vers plus de distinction aristocratique et de fortune à la fois » (« for the last two or three generations had been rising into gentility and property »). Quant à Mrs Weston et à Jane Fairfax, ce sont l'une et l'autre des ladies parfaitement accomplies, pourtant contraintes de se placer comme gouvernantes pour gagner leur vie.

#### Déplacements à Londres
Cette évolution en cours se retrouve sur le plan géographique : en effet, situé tout près de Londres, Highbury est en passe d'en devenir la banlieue. Mais à l'époque où se situe le roman, le développement des banlieues de Londres était encore à venir, puisqu'il n'intervient qu'à partir des années 1820.
Cependant, la distance à laquelle se situe la grande ville – 16 miles – est telle qu'elle n'exclut pas de s'y rendre pour la journée : si Emma note en effet que sa sœur Isabella, qui vit à Londres, est trop loin pour lui rendre visite quotidiennement, l'empressé Mr Elton n'hésite pas à s'y rendre à cheval pour faire encadrer le portrait de Harriet Smith. Quant à Frank Churchill, une simple coupe de cheveux lui semble suffisante pour justifier le déplacement à la capitale, même si son motif réel est tout autre. Et Mr Weston lui-même peut aller à Londres pour ses affaires et en revenir le jour même pour passer la soirée avec ses amis.

### Énigmes et malentendus

#### Un roman policier avant la lettre

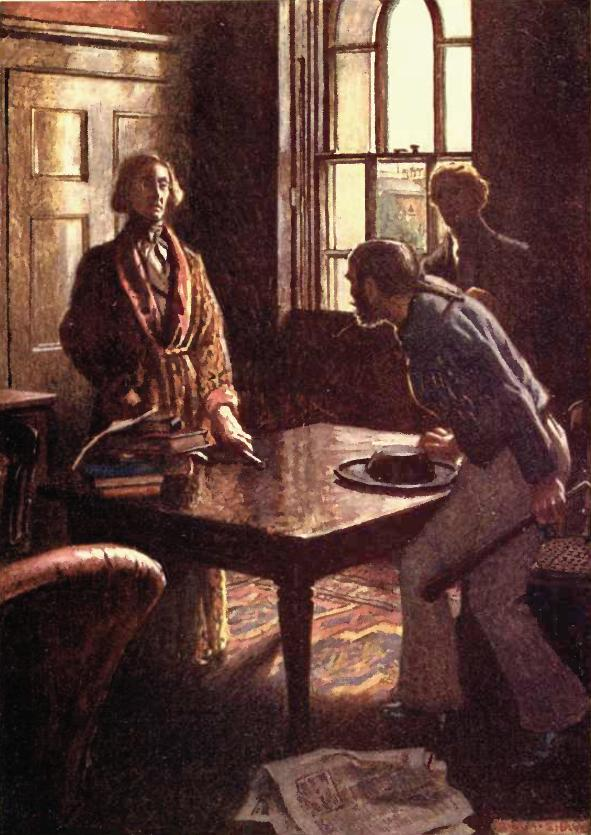
Emma est antérieur de vingt-cinq ans au principal candidat au titre de premier roman policier en Occident, Double assassinat dans la rue Morgue (interrogatoire du marin par Dupin, par Byam Shaw).

À cause des mystères que recèle son intrigue, Emma a souvent été défini, à la suite de R. W. Chapman, de Robert Liddell, et surtout, de P. D. James, comme « un roman policier sans policier », ou « un roman policier sans meurtre » (« a detective novel without a detective », ou « a detective novel without a murder »). Certains ont même vu en Emma le tout premier roman policier en Occident, d'autant plus réussi que la plupart de ceux qui lisent le roman pour la première fois ne se rendent compte du mystère qu'il contient que tout à la fin.
Le lecteur s'interroge par exemple sans grand succès sur l'origine du superbe piano-forte livré chez les Bates directement de chez Broadwood, sans que le commanditaire s'en fasse connaître (volume II, chapitre VIII). Pourtant, une relecture du roman montre tous les indices laissés par Jane Austen pour permettre de soupçonner les fiançailles secrètes de Jane Fairfax et de Frank Churchill.

Lors d'une conférence donnée en 1998 à la Jane Austen Society à Chawton, P. D. James a analysé ces indices en montrant à quel point, malgré le caractère très révélateur de certains d'entre eux, Jane Austen joue avec le lecteur pour lui donner le change. L'auteur s'appuie pour cela sur deux précieux alliés, Emma et ses prétentions à deviner le sentiment des autres d'un côté, et Frank Churchill qui taquine habilement ses interlocuteurs en disant une partie de la vérité, pour mieux les égarer... et le lecteur avec eux. À cet égard, la manière dont, lors de la soirée chez les Cole, il amène Emma à formuler ses soupçons sur une liaison entre Jane Fairfax et Mr Dixon (qui serait donc le généreux donateur du piano) est savoureuse à relire : lors d'une première lecture en effet, il semble que ce soit Emma qui ait la maîtrise de la discussion, cherchant à percer le secret des amours supposées de Jane Fairfax ; lors d'une seconde lecture, en revanche, il est clair que c'est Frank qui mène le jeu, se moquant presque ouvertement d'Emma et de ses soupçons en lui disant par exemple : 

« Je souris parce que vous souriez, et mes soupçons iront probablement n'importe où je verrai les vôtres se diriger ». 
« I smile because you smile, and shall probably suspect whatever I find you suspect ». »

Il devient alors patent que Frank manipule Emma afin qu'elle trouve pour lui la fausse piste la plus vraisemblable pour détourner les soupçons de lui-même. Mais le lecteur, voyant les faits avec les yeux d'Emma, se laisse prendre lui aussi aux trompeuses attentions du jeune homme. L'énigme à côté de laquelle l'héroïne passe sans la voir devient donc, en relisant le roman, une preuve de plus de la difficulté qu'elle éprouve à interpréter correctement la réalité des sentiments qu'elle croit si bien analyser chez les autres.

#### Devinettes et charades

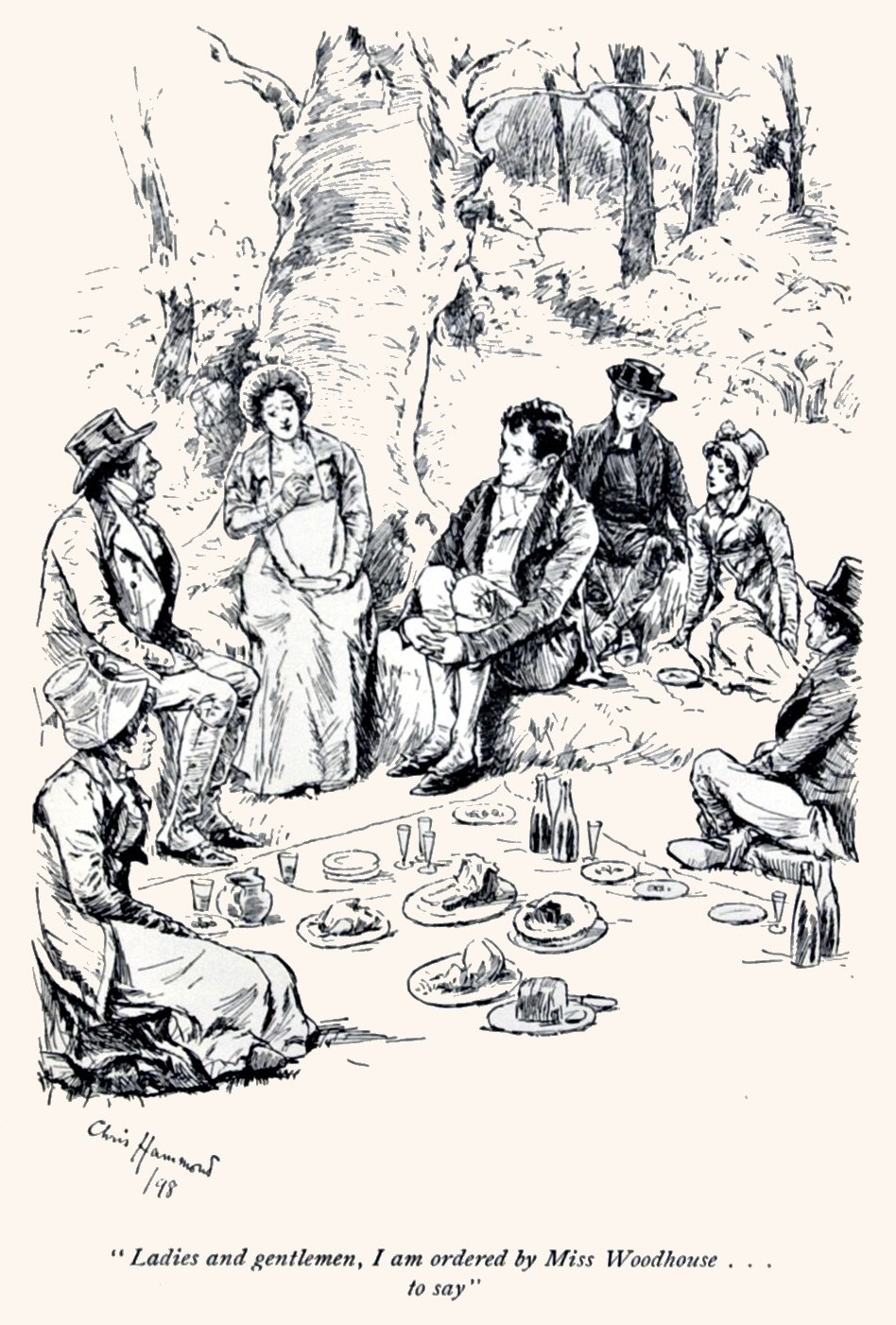
Frank Churchill joue les animateurs pendant la sortie à Box Hill (Chris Hammond, 1898).

Mais le roman regorge également de devinettes, charades et autres petites énigmes, qui y jouent un rôle important, comme plusieurs critiques l'ont souligné.
C'est par exemple la charade galante « adressée par un ami à lui à une jeune dame, objet de son admiration » que dépose Mr Elton à l'attention de Harriet, à ce que croit Emma tout du moins (volume I, chapitre IX). Habituée qu'elle est aux jeux de l'esprit, Emma en vient sans peine à bout ; mais Harriet éprouve un peu plus de difficulté, croyant deviner sirènes et requins là où Mr Elton ne songe qu'à faire sa cour.
Ce sont aussi les « messages codés » envoyés par Frank Churchill à l'intention de Jane Fairfax, lorsqu'il lui donne à deviner différents assemblages de lettres en désordre : Blunder (gaffe), puis Dixon, et enfin un mot non dévoilé (another collection of letters, « un autre assemblage de lettres », écrit simplement l'auteur), mais dont la tradition familiale des Austen affirme qu'il s'agit du mot Pardon (volume III, chapitre V).
Mr Weston, quant à lui, poussé lors du pique-nique à Box Hill à se livrer à ces jeux de l'esprit, propose tant bien que mal à Emma de deviner – tâche impossible pour elle, ajoute-t-il – « les deux lettres de l'alphabet qui expriment la perfection » (volume III, chapitre VII).
Mr Woodhouse lui-même n'avait pas hésité, lors de la charade mystérieuse proposée par Mr Elton, à puiser dans ses souvenirs de jeunesse pour faire une brève référence à une devinette proposée par l'acteur et écrivain David Garrick en 1757, Kitty, a Fair But Frozen Maid (volume I, chapitre IX).
Ces divers jeux de l'esprit ont valeur de symbole. En effet, ils donnent bien souvent lieu à des incompréhensions ou de fausses interprétations qui sont autant de représentations de la difficulté de comprendre les autres, l'un des thèmes sous-jacents d’Emma. Ainsi, la charade destinée à Emma par Mr Elton est déchiffrée sans difficulté par celle-ci, mais comprise, par un fâcheux quiproquo, comme adressée à Harriet ; les lettres assemblées par Frank Churchill à l'intention de Jane Fairfax sont aperçues par Mr Knightley, qui y voit un incompréhensible mystère, qu'Emma croit pouvoir déchiffrer, bien à tort ; mais cette apparente compréhension d'Emma persuade Mr Knightley qu'existe entre elle et Frank Churchill une connivence qui le désespère.
Quant à Mr Woodhouse, « l'habile devinette » qu'il évoque, Kitty, a Fair But Frozen Maid (« Kitty, demoiselle accorte, mais glaciale »), est d'évidence allusivement sexuelle, et il aurait rougi de la faire devant sa fille si sa mémoire avait été meilleure. Et, lorsqu'il finit un peu plus tard par s'en rappeler la première strophe (« mais il y en a plusieurs », ajoute-t-il aussitôt), c'est pour déclarer à Emma, avec un à-propos assez malheureux, que cette devinette lui fait penser à Isabella, son autre fille, qu'il avait failli prénommer Catherine, « en souvenir de sa grand-mère »...

#### Noms cryptés
Bien d'autres passages encore peuvent être analysés comme autant de devinettes, ou d'indices, dont Jane Austen a parsemé le roman : ainsi, Mr Knightley, cet archétype du gentleman, porte-t-il un nom qui évoque la chevalerie (knightly, chevaleresque) ; sa noble demeure, une ancienne abbaye, se nomme Donwell et Emma ne pourrait aller y vivre qu'après avoir elle-même « bien agi » (done well). Jusque-là, elle doit demeurer à Hartfield (« le champ du cœur »), le champ de bataille où se déroulent les combats de son cœur.
Même le personnage de Frank Churchill a pu être considéré comme un personnage à clé, porteur d'indices convergents qui indiquent sa duplicité. Le nom qu'il porte, Churchill, sonne indiscutablement bien anglais ; mais ce n'est pas le sien, seulement celui de ses parents adoptifs. Son prénom, Frank, qui a la même étymologie que French, évoque la « Grande Nation », cette France perfide enfin abattue l'année même où est publié Emma, ce qui l'oppose à son très anglais père biologique, Mr Weston. Les plaisanteries pleines de bonne humeur, mais parfois consternantes de celui-ci (telles que celle, citée plus haut, qu'il adresse galamment à Emma), contrastent d'ailleurs avec l'habileté toute française de Frank, auquel Jane Austen associe de nombreux néologismes récemment empruntés au français : manoeuvring, finesse, ou encore espionage. Roger Sales relève de son côté que Frank Churchill fait montre d'une galanterie toute française, s'inclinant galamment à six reprises au cours du roman, par exemple devant Emma lors de leur toute première rencontre.
Mr Knightley, ce modèle de droiture anglaise, met clairement en avant le caractère « français » de Frank Churchill, en disant :
« No, Emma; your amiable young man can be amiable only in French, not in English. He may be very “aimable”, have very good manners, and be very agreeable; but he can have no English delicacy towards the feelings of other people: nothing really amiable about him. »
« Non Emma, votre aimable jeune homme ne peut être aimable qu'en français, pas en anglais. Il peut être très « aimable », avoir de très bonnes manières, et être fort agréable ; mais il ne peut avoir aucune délicatesse anglaise envers les sentiments des autres : il n'a en lui rien qui soit véritablement aimable. »

#### Connaissance des autres et connaissance de soi
Si Emma traite de la difficulté de comprendre les autres, il aborde tout autant la difficulté de se connaître soi-même. À ce titre, tout comme Northanger Abbey, c'est un roman d'apprentissage, celui d'Emma elle-même, sur le chemin difficile du monde réel, et, comme dans Pride and Prejudice, c'est la découverte et la compréhension par l'héroïne de ses propres sentiments.
Car la plus grande énigme à laquelle Emma est confrontée, c'est elle-même : si habile qu'elle se croie à déchiffrer les sentiments des autres (bien souvent à tort, d'ailleurs), elle s'avère incapable de comprendre les siens. Non seulement elle croit aimer un moment celui qu'elle n'aime pas, non seulement elle aime sans le savoir celui qu'elle côtoie pourtant tous les jours, mais elle ne cesse, dans ses fréquentes introspections, de se tromper elle-même sur ses motivations, sur les raisons mêmes de ses propres actions.
On a fait remarquer par exemple que l'antipathie d'Emma à l'égard de Jane Fairfax n'était pas liée aux causes qu'elle-même imagine, sa froideur, son indifférence, les bavardages de sa tante, mais qu'elle était instinctive et symétrique de celle que Mr Knightley ressent lui-même pour Frank Churchill ; comme Emma finit par s'en rendre compte, son antipathie en révèle plus long sur elle-même que sur Jane Fairfax.

### Autres thèmes

#### Esclavage

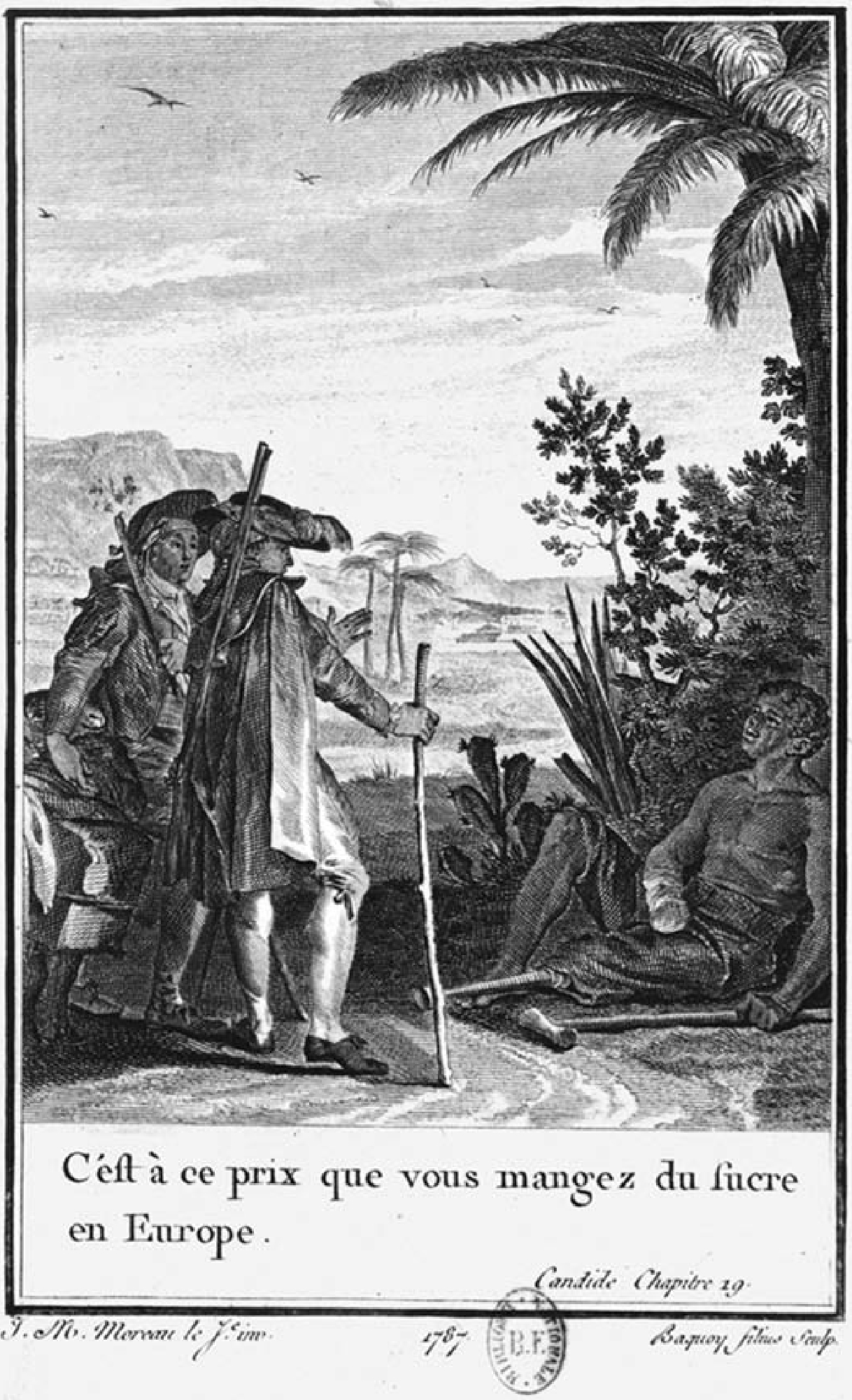
Esclave mutilé : « C'est à ce prix que vous mangez du sucre en Europe » (gravure de 1787).

Miss Fairfax, qui appréhende son avenir en tant que gouvernante chez des amis de Mrs Elton, en parle comme d'un trafic, « non tout à fait de chair humaine, mais d'intelligence humaine » ([…] the sale, not quite of human flesh, but of human intellect). Cela entraîne la protestation de Mrs Elton, originaire de Bristol (un port connu pour son rôle de premier plan dans le commerce des esclaves), qui s'empresse d'assurer que son ami, Mr Suckling, « a toujours été plutôt opposé à l'esclavage »,. Jane Austen cependant, par son hésitation typographique au sujet du métier exact du père de Miss Hawkins (Miss Hawkins was the youngest of the two daughters of a Bristol - merchant, of course, he must be called,), laisse entendre que celui-ci occupait peut-être en réalité un emploi subalterne dans ce trafic bien peu honorable.
En ce sens, Emma fait écho à Mansfield Park, paru l'année précédente, et rappelle la connaissance que Jane Austen a de la question au travers de sa famille : son frère Francis connaît les Indes occidentales et est opposé à l'esclavage ; le général Mathew, le père de la première femme de James Austen, a été gouverneur de Grenade ; Thomas Fowle, le fiancé de sa sœur Cassandra, meurt de la fièvre jaune au large de Saint-Domingue, la grande « île française du sucre » (French Sugar Island), quand la flotte anglaise intervient contre les Français qui poussent les esclaves des plantations anglaises à se révolter contre leurs maîtres. Sa tante, Jane Leigh-Perrot, est née à la Barbade, où son père était un ami du gouverneur. Son père enfin, George Austen, avait accepté d'être le curateur de la plantation de James Langston Nibbs à Antigua. Et il ne fait guère de doute que Jane Austen elle-même était opposée à l'esclavage.

#### Mariage et féminisme
Tory dans l'âme, Jane Austen n'est ni une révolutionnaire, ni une idéologue. D'ailleurs, jusqu'aux travaux de Marilyn Butler dans les années 1970, elle était considérée comme apolitique. Mais les aspects féministes de son œuvre ont été largement étudiés depuis, bien que le mot « féminisme » ait été totalement inconnu à son époque, puisqu'il n'entre dans l’Oxford English Dictionary qu'en 1851. À cet égard, Emma est particulièrement digne d'intérêt, ne serait-ce que du fait du caractère de son héroïne.

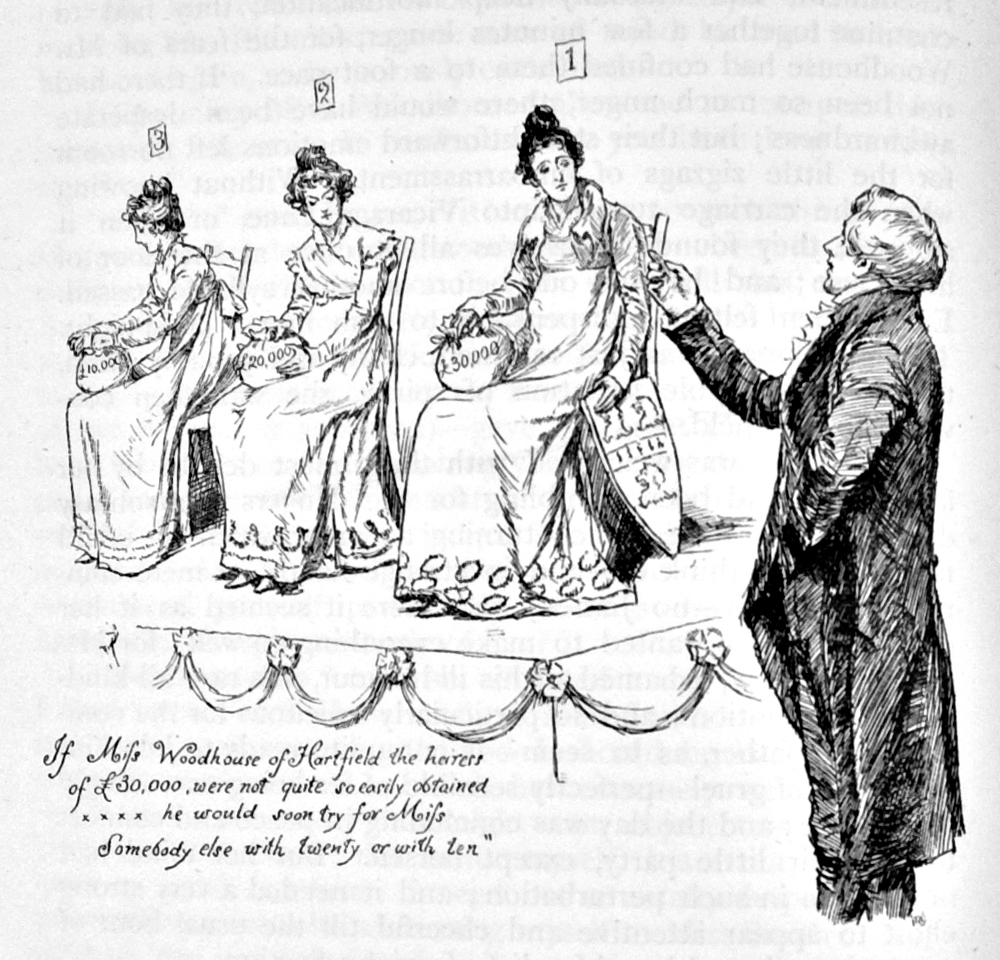
À défaut de Miss Woodhouse et ses 30000 livres, Mr Elton essaierait bien vite de trouver une Miss Quelque Chose avec vingt mille ou dix mille livres (Chris Hammond, 1898).

Emma Woodhouse est en effet un personnage féminin totalement atypique : riche, sans frère et donc héritière de son père, déjà maîtresse de Hartfield plus et mieux que si elle était mariée, indépendante et volontaire, elle est, de toutes les héroïnes austeniennes, la seule qui n'ait pas besoin de se marier. Elle imagine même de mourir vieille fille avec une totale sérénité, soulignant juste que ce pourrait être différent si elle était amoureuse, comme elle le confie à Harriet Smith (volume I, chapitre X).
Aussi Claudia Johnson a-t-elle pu écrire qu'Emma explorait des versions positives du pouvoir féminin, qui ne se limitent d'ailleurs pas à son héroïne. Le roman abrite en effet deux exemples de relations de « paternalisme féminin » : d'une part, celui d'Emma elle-même envers sa protégée Harriet Smith, d'autre part celui de Mrs Elton envers Miss Fairfax. Le personnage de Mrs Elton se signale d'ailleurs par de nombreuses déclarations féministes, puisqu'elle affirme : « Je soutiens toujours mon propre sexe (I always take the part of my own sex) », et « Je prends toujours fait et cause pour les femmes (I always stand up for women) ». Le fait que ces expressions soient dans sa bouche contredites par certaines autres de ses déclarations (parlant par exemple de Mr Elton comme de « mon seigneur et maître ») montre l'incohérence du personnage, mais n'enlève rien à la revendication qu'expriment ces affirmations.
Toutefois, chez de nombreuses femmes de lettres de l'époque, les messages « féministes » ne sont que très rarement ouvertement revendicatifs comme ceux de Mary Wollstonecraft, mais plutôt « introduits en contrebande » (smuggled in ; on a parlé à ce sujet de sneaky feminism, de « féminisme furtif »). L'exemple le plus frappant chez Jane Austen vient de sa façon de décrire la dépendance de la femme à l'égard du mariage, et le sort qui l'attend en cas d'échec à trouver un mari. Dans les pages d'Emma, si l'humble Miss Bates a accepté sa situation, Miss Fairfax, qui a bénéficié d'une éducation supérieure, exprime cette idée avec beaucoup de force lorsqu'elle compare le commerce des esclaves et celui des gouvernantes : si Mrs Elton y voit une attaque contre la traite des Noirs, les lectrices d'alors y trouvent surtout une description du sort des femmes éduquées célibataires, obligées de travailler dans une situation subalterne.
Même si Margaret Kirkham a souligné que Mary Wollstonecraft et Jane Austen tiraient leurs principes communs du siècle des Lumières, le terme qui convient pour qualifier cette dernière est celui de « critique de la société », au travers de ses personnages féminins, plutôt que le terme de « féministe ».

#### Relations entre Emma et Harriet
On a pu s'interroger sur les relations entre Emma et Harriet. Certains, comme Devoney Looser, y ont vu la critique d'un « paternalisme féminin », par lequel Emma, célibataire, riche, sûre d'elle, applique à Harriet le schéma d'autorité qui prévaut entre mari et femme dans la société d'alors ; d'ailleurs Harriet s'adresse toujours respectueusement à « Miss Woodhouse » alors qu'Emma, qui n'oublie jamais son rang, l'appelle familièrement Harriet et ne lui proposera jamais de l'appeler par son prénom. D'autres ont reconnu dans les qualités d'Emma celles d'un homme.
D'autres enfin, comme Marvin Mudrick, entrevoient ici une possible attirance lesbienne d'Emma à l'égard de sa protégée. La prise en charge de Harriet par Emma pour la changer en une autre personne a pu également évoquer le mythe de Pygmalion. Plus simplement, on a vu dans l'attachement d'Emma pour Harriet la recherche d'une compensation pour la perte de sa relation privilégiée avec sa gouvernante, Miss Taylor. mais Emma manifeste une forme d'égoïsme dans son choix d'encourager l'amitié de Harriet, qui meuble agréablement son ennui : sa vanité est flattée par l'attitude de la naïve jeune fille, si pleine d'admiration, de gratitude, de reconnaissance et de déférence envers elle, qu'elle ne remet jamais en question sa supériorité.

## Structure narrative et style
L'histoire couvre quatorze mois, de septembre à novembre de l'année suivante, où se situe le mariage de Frank Churchill et de Miss Fairfax, après les trois mois de deuil à la suite de la mort de Mrs Churchill. Il semble probable que, dans l'esprit de Jane Austen, le roman se situe en 1813-1814.

### Vie sociale et nœuds de l'intrigue
À la différence des autres romans majeurs de Jane Austen, où le récit est jalonné de séjours dans d'autres contrées de l'Angleterre (Sense and Sensibility, Pride and Prejudice, Northanger Abbey, Persuasion, voire Mansfield Park), Emma se passe à peu près uniquement à Highbury et dans ses environs immédiats. Le roman témoigne en revanche d'une vie sociale intense, et est jalonné de nombreuses visites, réceptions et autres pique-niques. La nourriture tient ainsi une place importante dans la vie concrète d'Highbury. Le roman, qui s'ouvre sur le partage du gâteau de mariage des Weston, précise un certain nombre des mets qui composent thés, soupers et repas froids. Si Mr Woodhouse se contente le soir d'un gruau « léger mais pas trop clair », les autres ont bon appétit, et mangent volontiers huîtres chaudes, ris de veau, gigot, pommes au four et cakes, et Emma joue avec plaisir la maîtresse de maison. La nourriture, symbole de bienveillance, a aussi un rôle moral : Mr Knightley est attentif aux besoins des Bates et Emma apporte parfois un panier aux nécessiteux. Mais, en général plus attentive à l'apparence des réceptions et à la place qu'elle y tient qu'aux besoins ou aux soucis des autres, elle devra apprendre à être aussi généreuse de son cœur que de nourritures terrestres.
Ces réunions, dont la nature s'adapte au rythme des saisons, sont donc les moments privilégiés où se nouent les intrigues et se mettent en place les incompréhensions et les malentendus :

#### Soirée de Noël chez les Weston (volume I, chapitres XIV et XV)

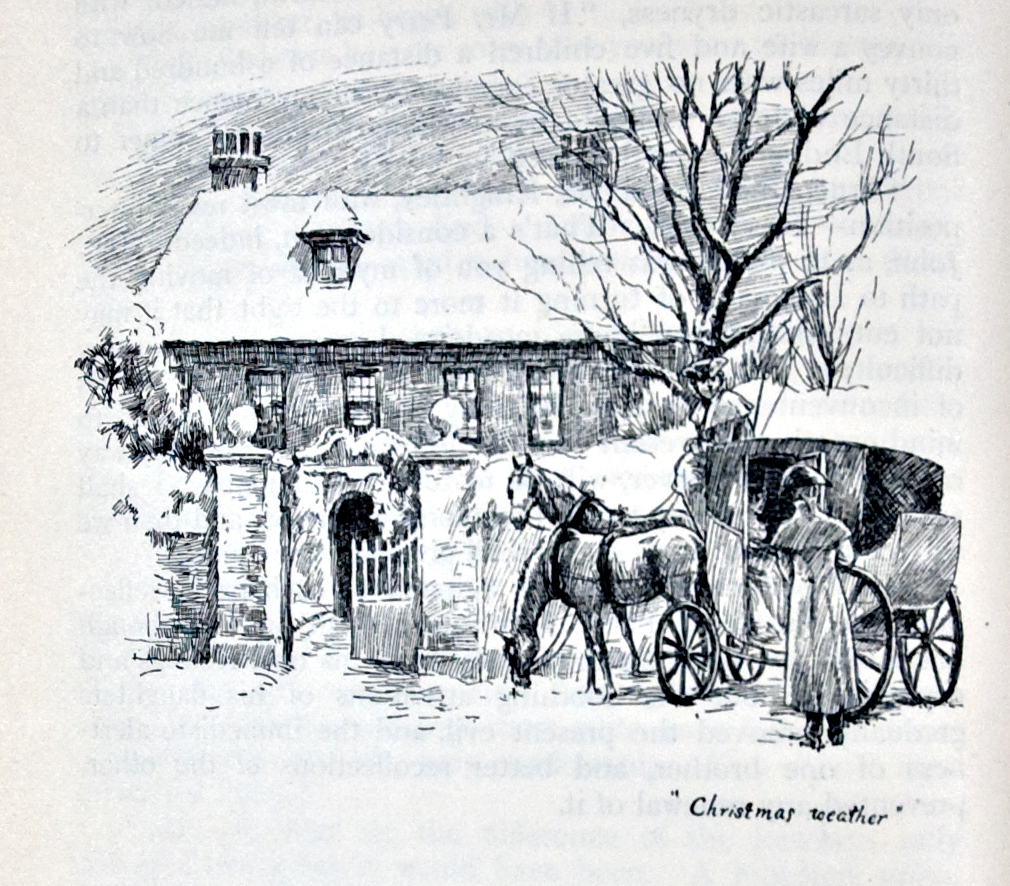
La visite à Randalls le soir de Noël a lieu alors que le temps est à la neige (volume I, chapitre XIII). Illustration de Chris Hammond.

Mr Weston y annonce l'arrivée de son fils pour la seconde semaine de janvier ; Emma apprend tout d'abord de Mr Weston la venue probable de son fils sous une quinzaine de jours. Puis elle est poursuivie par les assiduités de Mr Elton, pour se rendre compte un peu plus tard du fiasco de son projet de mariage entre Harriet Smith et Mr Elton, lorsque celui-ci lui déclare sa flamme, attisée par les 30 000 livres de la dot d'Emma. Après sa course à Londres pour faire encadrer le portrait peint par Miss Woodhouse et la charade très explicite qu'il lui avait remise, il était d'ailleurs persuadé d'être bien reçu.

#### Réception chez les Cole (volume II, chapitre VIII)
C'est un moment-clé du roman, puisqu'on y apprend tout d'abord l'arrivée chez les Bates d'un élégant piano-forte, d'origine inconnue. Frank Churchill, qui avait pris prétexte d'une coupe de cheveux à Londres pour commander le piano chez Broadwood, cherche ensuite à détourner la curiosité d'Emma en la laissant soupçonner Mr Dixon et en lui prodiguant ses attentions, par exemple en chantant en duo avec elle, alors qu'il vient de critiquer Miss Fairfax, coiffée « de façon si bizarre » (so odd a way) ; Mr Knightley, de son côté, est plein de prévenance à l'égard de Miss Fairfax, au point que Mrs Weston commence à l'en croire amoureux.

#### Réception à Hartfield (volume II, chapitres XVI et XVII)
Au mois d'avril, alors que le temps est encore bien incertain, Emma organise chez elle une réception en l'honneur de Mrs Elton. C'est au cours du dîner qu'on apprend que Miss Fairfax tient absolument à aller chercher elle-même au plus vite son courrier, quitte à affronter la pluie ; et l'on comprend plus tard que c'est pour aller chercher les lettres de Frank Churchill, qui a dû quitter précipitamment Highbury pour Enscombe. Au cours de ce dîner se met également en place le projet de Mrs Elton d'envoyer Miss Fairfax comme gouvernante chez une de ses amies, projet qui se précisera après la dispute de celle-ci avec Frank Churchill.

#### Bal à l'aubergeThe Crown(volume III, chapitre II)
L'auberge de la Couronne (The Crown) est repérée dès son arrivée par Frank Churchill, qui y voit un endroit parfait pour organiser un bal pour le plus grand plaisir de Miss Fairfax, alors qu'Emma pense qu'il est donné en son honneur, et que Mrs Elton croit en être la reine. Au cours de ce bal, qui a finalement lieu au mois de mai, Mr Elton cherche à humilier profondément Harriet Smith en refusant de l'inviter à danser, pour se venger de la rebuffade d'Emma : le secours que lui porte Mr Knightley provoque chez Harriet l'admiration reconnaissante qui provoquera bientôt la consternation d'Emma.
Mais c'est là aussi qu'Emma prend conscience pour la première fois, non seulement de l'attrait physique de Mr Knightley, mais aussi du fait qu'ils ne sont pas vraiment « frère et sœur » (terme incluant à l'époque beau-frère et belle-sœur).

#### Thé à Hartfield (volume III, chapitre V)
Au mois de juin, lors de cette réunion, un jeu de devinette étrange se déroule entre Frank Churchill et Jane Fairfax, auquel participent plus ou moins volontairement Emma et Mr Knightley : des lettres mélangées sont en effet données, derrière lesquelles se cachent des mots sibyllins tels que Blunder (bourde), Dixon, Pardon. En réalité, la « bourde » qu'évoque ainsi Frank Churchill en donnant les lettres à Miss Fairfax est celle qu'il vient de faire en attribuant à Mrs Weston une information donnée en confidence par Miss Fairfax, et l'allusion à son amoureux fictif, Mr Dixon, est une taquinerie qui la fâche, et dont il lui demande aussitôt pardon.

#### Sortie à Donwell Abbey (volume III, chapitre VI)
Profitant des beaux jours de l'été, Mr Knightley convie chez lui amis et connaissances pour y cueillir les fraises de son jardin ; puis c'est une promenade vers Abbey-Mill Farm : la conversation cordiale qui se déroule alors entre Mr Knightley et Harriet fait croire à celle-ci qu'elle ne lui est pas indifférente. Si Emma voit sur le moment ce rapprochement avec plaisir, elle y verra plus tard avec chagrin une preuve qu'Harriet a raison lorsqu'elle dit avoir reçu de Mr Knightley des manifestations de son attachement.
L'agitation que Miss Fairfax montre à la fin de la visite s'explique plus tard par la dispute qu'elle vient d'avoir avec Frank Churchill, tout juste arrivé, de même que la mauvaise humeur de ce dernier, qu'il attribue sur le moment au fait qu'il est incommodé par la chaleur.

#### Pique-nique àBox Hill(volume III, chapitre VII)

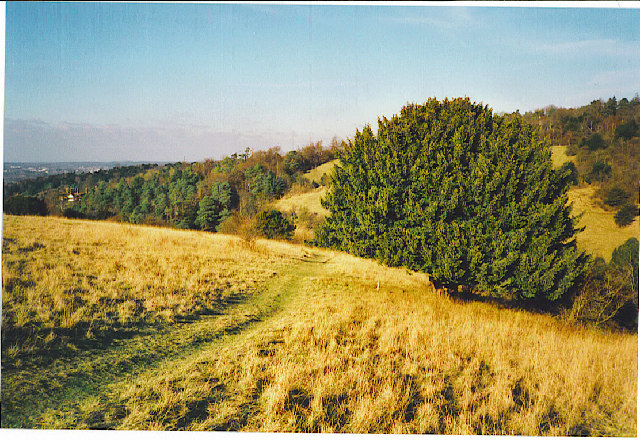
Box Hill en automne.

Le pique-nique qui a lieu le lendemain de la visite à Donwell, se déroule à Box Hill, lieu d'excursion très couru alors comme aujourd'hui, d'où on peut contempler un beau panorama. C'est là que se déroule une des scènes-clés du roman : formé de la réunion de deux groupes, celui de Mr Weston et celui de Mrs Elton, le pique-nique, malgré les conditions idéales, tourne au désastre de l'avis d'Emma : non seulement les Elton font bande à part (ce qui n'est que moindre mal), mais Emma blesse Miss Bates et en est sévèrement critiquée par Mr Knightley. De plus, sans s'en rendre compte, elle rend jaloux Mr Knightley et Miss Fairfax, augmentant la tension des personnes concernées.

### Expression des voix et des pensées
Dans Emma comme dans ses autres romans, Jane Austen a recours au discours indirect libre pour donner plus d'aisance et de naturel à l'expression des paroles ou des pensées de ses personnages. Cependant, elle fait appel ici à des techniques variées et élaborées que l'on ne retrouve au même degré dans aucun des romans qu'elle avait alors écrits.

#### Discours indirect libre

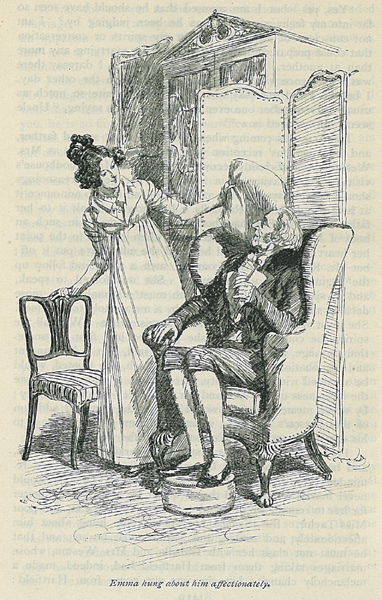
Emma cajole son vieux père pour l'amener à accepter son mariage (Hugh Thomson, 1896)

Le free indirect discourse, le discours indirect libre, est une forme narrative d'origine française, utilisée au XVIIe siècle par La Fontaine et Mme de la Fayette, et développée dans la littérature anglaise par Fanny Burney. Sa particularité est de ne pas utiliser de verbe introductif (« parler », « dire », ou encore « penser »), présentant alors librement et sans intermédiaire les pensées des personnages. Il est utilisé dans Emma comme dans les autres romans de Jane Austen pour donner un accès direct aux pensées de l'héroïne. Ici, le thème même du roman, l'industrie que déploie Emma à marier ceux qui l'entourent pour faire leur bonheur, donne un intérêt particulier à cette forme stylistique, puisqu'elle permet de voir se mettre en place les intrigues qu'elle élabore, et les raisons qu'elle se donne à elle-même pour se dissimuler ses vrais motifs.

C'est également le discours indirect libre que Jane Austen utilise lorsque Emma cherche à amener son père à accepter son mariage avec Mr Knightley : 

« Mais elle ne quittait pas Hartfield ; elle serait toujours là [...] ; et elle était bien certaine qu'il serait beaucoup plus heureux d'avoir Mr Knightley toujours à proximité, une fois qu'il se serait fait à cette idée. – Est-ce qu'il n'aimait pas énormément Mr Knightley ? [...] À qui voulait-il toujours demander avis sur ses affaires, si ce n'est à Mr Knightley ? – Qui lui était si utile, qui était toujours prêt à lui écrire ses lettres, à l'aider ? [...] (volume III, chapitre XVII) »

#### Autres formes d'expression
Mais Emma fait varier sans cesse la façon dont sont rapportées les voix des différents personnages, adaptant le procédé retenu à chacun d'entre eux pour mieux donner l'impression de leur présence. Ainsi en est-il de la longue tirade de Mrs Elton lors de ses divagations dans les lits de fraisiers de Mr Knightley :
« ’The best fruit in England — every body's favorite — always wholesome — These finest beds and finest sorts — Delightful to gather for one's self — the only way of really enjoying them — Morning decidedly the best time — never tired — every sort good — hautboy infinetely superior — no comparison’[...] (etc.) »
« Le meilleur fruit d'Angleterre... le préféré de chacun... toujours très sain... Ce sont les plus belles plates-bandes et les plus belles variétés... Délicieux à ramasser soi-même... la seule façon de réellement les apprécier... Le matin est décidément le meilleur moment... jamais fatiguée... toutes les variétés sont bonnes... la fraise capron est infiniment supérieure... sans comparaison [...] (etc.) »
Cette fausse citation transcrit en effet l'essence même de l'attitude de Mrs Elton à ce moment : non ce qu'elle dit, rapporté tel quel, mais ce qu'on en entend, ce qu'on en perçoit, avec ses intonations, l'importance qu'elle accorde à tel ou tel point, les digressions auxquelles elle se livre... La vision ainsi donnée d'une Mrs Elton commentant sa cueillette à bâtons rompus, sans trop se soucier des réponses qu'elle obtient, au fur et à mesure de sa progression gourmande parmi les fraisiers de Mr Knightley, acquiert ainsi une vérité et une présence toutes particulières.
Jane Austen innove aussi lorsqu'elle a recours à ce qui peut être perçu – en comparaison du discours indirect libre – comme la volonté de la narratrice de prendre ses distances avec ce qui est dit, en utilisant ce qu'Adela Pinch a appelé la « citation d'un discours intérieur » (quoted internal speech). Ainsi, lorsque Emma s'interroge pour savoir pourquoi elle n'aime pas Jane Fairfax, on passe brusquement d'un passage où ses pensées sont simplement rapportées par Jane Austen à une citation de celles-ci (marquée par de discrets guillemets simples), exprimées cependant à la troisième personne :
« Why she did not like Jane Faifax might be a difficult question to answer […] But 'she could never get acquainted with her: she did not know how it was, but there was such coldness and reserve — such apparent indifference whether she pleased or not — and then, her aunt was such an eternal talker! — and she was made such a fuss with by every body!’. »
« Pourquoi elle n'aimait pas Jane Fairfax était peut-être une question difficile […] Mais "elle n'arrivait jamais à lier connaissance avec elle : elle ne savait pas comment cela se faisait, mais il y avait une telle froideur, une telle réserve – une telle indifférence apparente, que ce soit ou non volontaire – et puis aussi, sa tante, cette bavarde impénitente ! Et tout un chacun qui faisait d'elle un tel cas ! " »
Mais pourquoi Emma, seule des héroïnes de Jane Austen, voit-elle ainsi ses pensées rapportées comme des citations ? N'est-ce pas justement, comme le pense Adela Pinch, qu'elle sait bien au fond d'elle-même que certaines des bonnes raisons qu'elle se donne lors de ses introspections sont aussi de fausses raisons, qui lui apparaissent alors comme autant de réponses commodes que lui souffle son esprit ?

### Ironie et humour décalé
L'ironie austenienne est bien présente dans Emma. Lydia Martin en distingue trois types :
- l'ironie née de l'erreur d'interprétation du monde : cette forme d'ironie résulte du décalage entre les situations du monde réel et la perception qu'en a l'héroïne, nourrie des clichés et conventions des romans sentimentaux de l'époque ;
- l'ironie « de situation » : il s'agit du décalage entre la perception d'une même situation par deux personnes. Dans la mesure où l'une de ces deux personnes est Emma elle-même, elle croit avoir une vision privilégiée de la situation, ce qui n'en rendra que plus pénible pour elle la découverte de la réalité. C'est par exemple le cas lorsqu'elle croit voir Mr Elton s'intéresser à Harriet Smith, alors qu'en réalité seule Miss Woodhouse l'intéresse[138] ; ce qui, lorsque Mr Knightley lui fait part de son impression que Mr Elton est amoureux d'elle, l'amène à « s'amuser des bévues auxquelles peut conduire une connaissance partielle de la situation, des erreurs que ne cessent de commettre les personnes considérées à juste titre comme ayant un jugement sûr[N 23] (volume I, chapitre XIII). »
- l'ironie de ton : cette forme d'ironie résulte du ton employé par la voix narratrice, qui, dans ses commentaires, s'amuse à remettre en question la justesse de l'opinion publique. Mais de façon plus générale, le ton relève d'un humour décalé (burlesque[N 24]) en juxtaposant deux registres sans liens entre eux, ou encore en assaisonnant une information d'une remarque dont le réalisme cynique fait office de douche froide :

« Mrs Goddard était la maîtresse […] d'un vrai pensionnat, à l'ancienne, où l'on vendait une quantité raisonnable d'accomplishments pour un prix raisonnable, et où l'on pouvait envoyer des jeunes filles pour s'en débarrasser, car elles pourraient se débrouiller pour y acquérir un peu d'éducation, sans le moindre risque qu'elles en reviennent en étant devenues de petits prodiges. »

Le rapprochement bien involontaire que fait de son côté Mr Woodhouse entre une devinette plutôt salace et sa fille Isabella (voir plus haut) appartient à une veine comique analogue (volume I, chapitre IX).

### Traitement littéraire des personnages

#### Emma Woodhouse

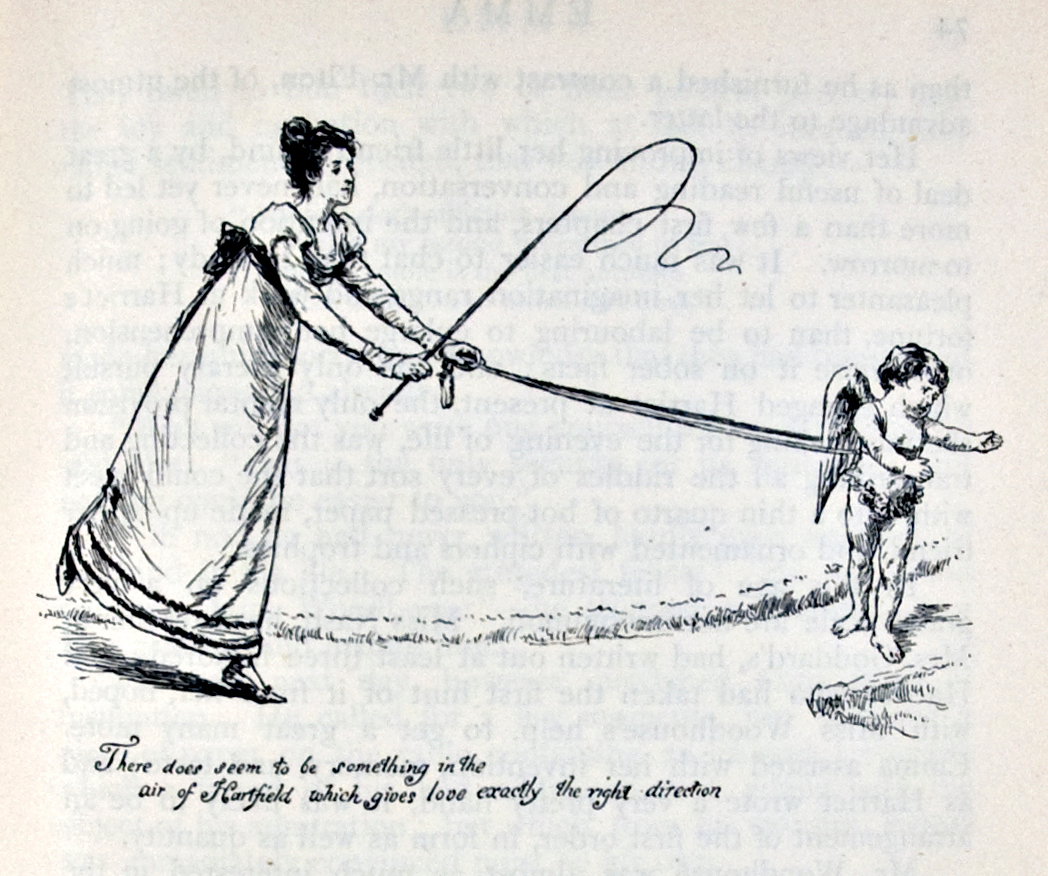
Emma dirigeant, croit-elle, l'Amour là où elle le veut (illustration de Chris Hammond).

C'est au travers d'elle que le lecteur voit et entend ce qui se passe dans le roman. Mais, surtout, en tant qu'héroïne, ce sont ses pensées qui le guident pour interpréter les événements. Jane Austen a donc recours, comme pour ses autres héroïnes, au discours indirect libre pour donner accès à sa pensée et à ses sentiments. Ses erreurs dans l'interprétation des sentiments des autres nous sont ainsi directement connues.
Quant à ses manœuvres pour marier ses proches, au cœur de l'intrigue, elles mettent en lumière le caractère indépendant d'Emma, sa propension à n'en faire qu'à sa tête, sans tenir compte des avis contraires, qui fait d'elle une héroïne féminine si atypique. Lorsqu'elle se met en tête de prendre Harriet sous sa protection, elle agit sans tarder, « avec sa promptitude et ses manières décidées » (quick and decided in her ways). Seule aussi parmi les héroïnes de Jane Austen, elle ne subordonne jamais ses actions à l'autorité masculine, pas même celle de son père : lorsque celui-ci fait ses recommandations diététiques à Mrs et Miss Bates, « Emma permet à son père de parler » (Emma allowed her father to talk), mais s'empresse de prendre le contre-pied de ses recommandations en offrant à ses visiteuses des mets plus satisfaisants. Véritable maîtresse de Hartfield, sûre de son intelligence, de sa fortune et de son rang, elle considère que le premier rang lui revient de droit, et ne le cède à Mrs Elton lors du bal à l'auberge de la Couronne qu'au regard des prérogatives de femme mariée de celle-ci. Mais « ce fut presque assez pour lui mettre en tête de se marier » (It was almost enough to make her think of marrying), pensée caractéristique à la fois de l'idée qu'elle a de son rang et du peu d'utilité qu'elle trouve d'habitude au mariage pour renforcer son propre statut.
Cependant, réduire le personnage d'Emma à celui d'une jeune fille indépendante et hautaine est loin du compte : Jane Austen, par de nombreuses notations, nuance ce portrait et permet de comprendre pourquoi elle aimait cependant son héroïne. Emma reste en effet au fond d'elle-même sincère et droite, prête à reconnaître ses torts ; si elle pèche souvent par excès de confiance, si, lors du pique-nique à Box Hill elle lâche sans réfléchir une méchanceté à l'égard de Miss Bates, elle est immédiatement sensible aux reproches que lui adresse ensuite Mr Knightley : loin de s'insurger contre ses critiques virulentes, elle est au contraire « pleine de colère envers elle-même, mortifiée, et profondément touchée » par ce qu'elle entend (anger against herself, mortification, and deep concern).
Mais ce sont bien au bout du compte les imperfections d'Emma qui en font une héroïne austenienne attachante, lorsque, par exemple, en parlant de Miss Fairfax, elle avoue « cette méchanceté que je montre, prompte à prendre en dégoût une jeune fille aussi idolâtrée et aussi louangée qu'elle l'était toujours » (that wickedness on my side which was prone to take disgust towards a girl so idolized and so cried up as she always was). Remarque qui rejoint directement le propre aveu de Jane Austen lorsqu'elle écrit « L'image de la perfection me fait vomir et me rend méchante (Images of perfection [...] make me sick and wicked) ».

#### Mr Knightley
Le personnage de Mr Knightley est dépeint par Jane Austen au travers d'un certain nombre de mots récurrents (à commencer par son nom, Knightley, prononcé comme knightly, « chevaleresque »), qui le font percevoir comme un homme droit, intègre, d'une irréprochable distinction, en tous points le parfait gentleman anglais (Knightley is quite the gentleman, comme le formule à sa manière Mrs Elton). Contrairement aux autres jeunes gens mariables (eligible) des divers romans de Jane Austen, il n'est pas caractérisé par le montant de sa fortune, qui n'est jamais évoquée, probablement parce qu'il jouit à Highbury d'une position sociale et d'une fiabilité morale qui ne sont jamais sujettes à caution.
Il critique fréquemment l'attitude de Frank Churchill, au manque de franchise bien français. C'est d'ailleurs Emma qui décrit le mieux cette opposition, lorsqu'elle critique la duplicité de celui-ci lors d'une discussion avec Mrs Weston, au cours de laquelle son attachement croissant pour Mr Knightley l'érige en une sorte d'idéal des qualités masculines :
« So unlike what a man should be! — None of that upright integrity, that strict adherence to truth and principle, that disdain of trick and littleness, which a man should display in every transaction of his life (volume III, chapitre X). »
« Si éloigné de ce qu'un homme devrait être !… Rien de cette droiture intègre, de ce strict respect de la vérité et des principes, de ce dédain de la supercherie et de la petitesse qu'un homme se devrait de manifester en chaque acte de sa vie. »

#### Mr Woodhouse
Le père d'Emma est dépeint de façon assez caricaturale : moins âgé que ses façons ne le laissent penser, il craint pour sa santé et pour celle des autres, qu'une nourriture « trop riche » lui semble mettre en péril ; il redoute également tout ce qui pourrait constituer un changement de ses habitudes, une nouveauté par rapport à ce qu'il connaît. Ces impératifs s'affrontent parfois douloureusement dans son esprit, et Jane Austen décrit son personnage au travers des souhaits contradictoires qui le déchirent : ainsi, lorsqu'il a des invités « il aime à voir mettre la nappe, car telle était la coutume dans sa jeunesse ; mais sa conviction que souper est malsain le rend chagrin de devoir ensuite poser quoi que ce soit sur cette nappe ». Et, si son hospitalité ne s'y opposait, il aimerait pouvoir servir à ses invités la seule nourriture qu'il approuve, le petit bol de maigre brouet qu'il se réserve pour lui-même (another small basin of thin gruel as his own).
Inconscient cependant de juger tout et tout le monde selon ses propres critères et ses propres craintes, il attribue aux autres ses propres sentiments : quand sa fille aînée quitte Hartfield pour suivre son mari à Londres, il en parle comme de la « pauvre Isabella » ; quand Miss Taylor se marie à son tour, il ne cesse plus de plaindre cette « pauvre Miss Taylor » (Poor Miss Taylor!).

#### Mrs Elton

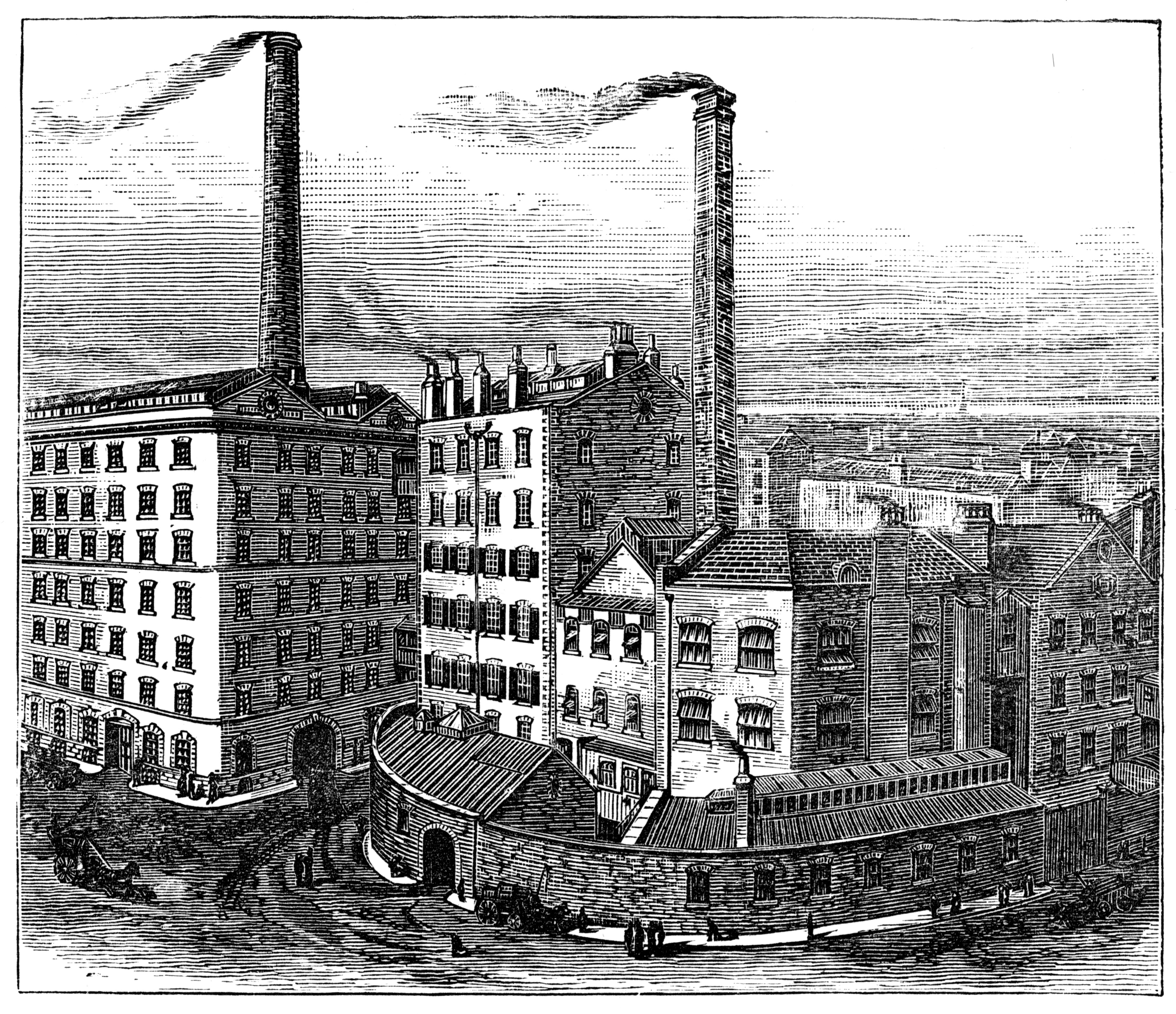
Usine de traitement du cacao, dans le Bristol enfumé du XIXe siècle.

Le personnage de Mrs Elton fait l'objet d'un traitement particulièrement riche.
À aucun moment l'instance narrative ne remet en question le point de vue méprisant d'Emma, qui la juge pourtant en fonction de ses origines et de ses relations, car Jane Austen critique le snobisme de cette parvenue enhardie par son nouveau statut d'épouse de pasteur respectable et cherchant à s'imposer au sommet du microcosme de Highbury. D'ailleurs, dans le dernier paragraphe du roman, elle est exclue de la célébration du mariage d'Emma et du « petit groupe de vrais amis qui assistaient à la cérémonie ».
Son seul atout est le montant de sa dot, qui lui assure un revenu annuel confortable (500 livres). Mais son statut social est inférieur à celui de son mari auquel « elle n'a apporté ni nom, ni sang, ni alliance ». La narratrice, avec quelque hésitation, appelle son père « … un marchand de Bristol », et son patronyme, polysémique, Hawkins, évoque moins la fauconnerie (Hawking) que la vente à la criée ou le métier nettement moins reluisant de colporteur (Hawker). Il rappelle en outre le navigateur et marchand d'esclaves de l'époque élisabéthaine John Hawkins.
Sa vanité est mise en évidence par sa référence régulière à ses propres qualités, « Ayant la bénédiction d'avoir en moi de telles ressources » (Blessed with so many resources within myself), ou encore à Maple Grove et à son beau-frère Mr Suckling. Avec une fausse modestie caractéristique, elle assure que « mes amis disent que je ne suis pas entièrement dépourvue de goût » (my friends say I am not entirely devoid of taste). Son attitude officieuse, sa volonté d'asseoir, avec ostentation, sa propre importance en rendant service (qui rappelle par moments la Mrs Norris de Mansfield Park) sont également mises en lumière, en particulier par la façon dont elle cherche à imposer à Jane Fairfax un emploi de gouvernante chez ses amis, contre la volonté explicite de celle-ci.
Sa vulgarité enfin éclate à tout moment par les termes qu'elle emploie : ainsi elle appelle son mari « Mr E », ou ailleurs, « my lord and master » (« mon seigneur et maître »), ou « my caro sposo », élégant mélange d'anglais et d'italien. Pire encore, elle se permet d'appeler Mr Knightley d'un sec, impertinent et bien trop familier « Knightley », et désigne Miss Fairfax (seule formule correcte s'agissant d'une fille unique) sous le nom de « Jane Fairfax », voire « Jane », soulevant l'indignation (d'autant plus forte qu'elle doit rester muette) de Frank Churchill, et d'Emma elle-même (« je n'imagine pas qu'elle ose m'« Emma Woodhousifier » ! » se dit-elle, en un néologisme qui montre à quel point elle trouve choquantes les manières de Mrs Elton).
La référence réaliste à Bristol qui caractérise également Mrs Elton se prête à une interprétation idéologique, car ce port s'est surtout développé grâce au commerce triangulaire et a une triste réputation en matière de traite des Noirs. Mais il est également connu pour être une ville sordide, grasse de la fumée des raffineries du sucre originaire des Indes occidentales et des distilleries de mélasse. Pour tout lecteur de Jane Austen du début du XIXe siècle, c'était là un message fort sur le milieu social peu ragoûtant de Mrs Elton.

#### Miss Bates

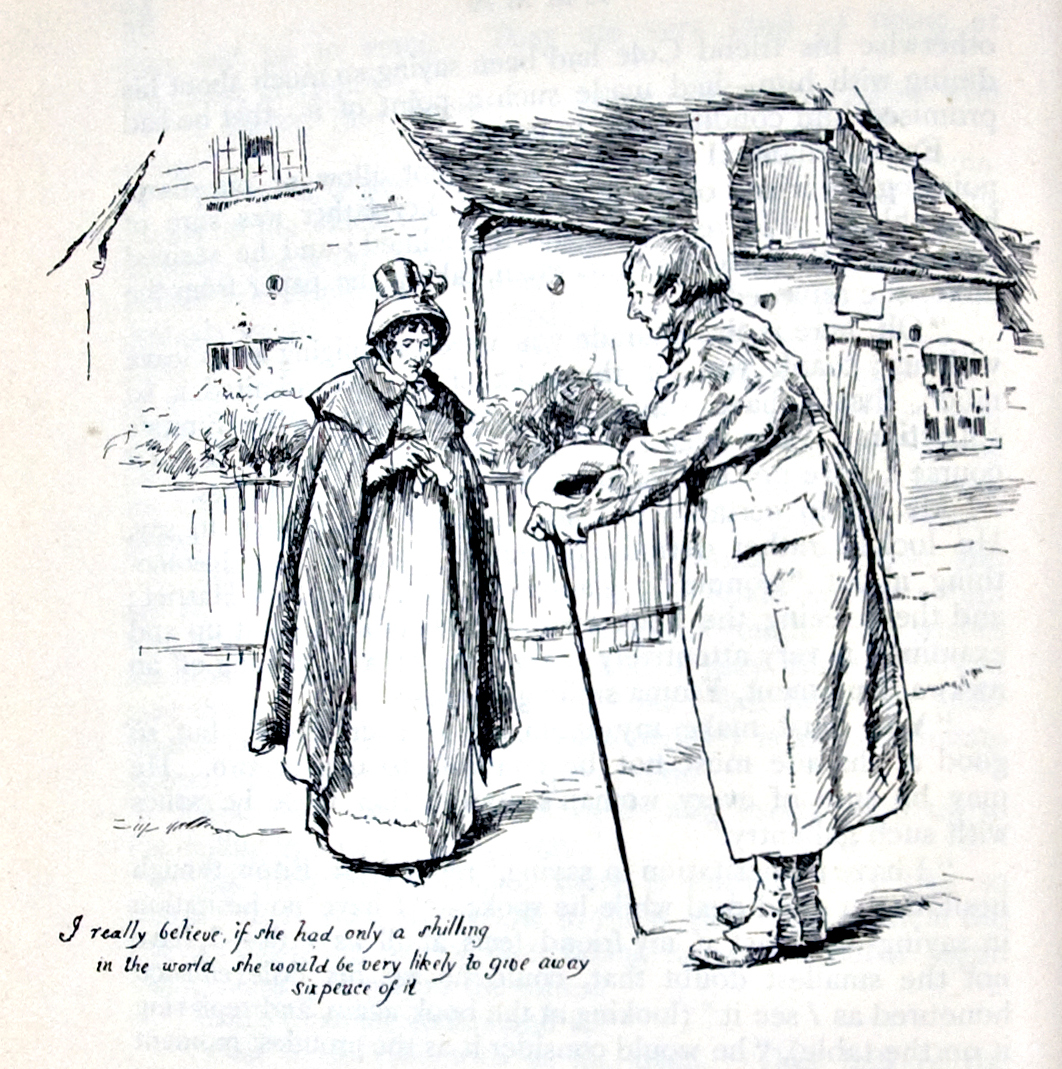
Le bon cœur de Miss Bates, toujours prête à aider les autres alors qu'elle est elle-même si démunie (volume I, chapitre X). Illustration de Chris Hammond.

Miss (Hetty) Bates est un autre personnage du roman qui fait l'objet d'un traitement bien spécifique de la part de Jane Austen. Sans beauté, sans jeunesse, sans argent, sans mari (neither young, handome, rich, nor married), sans une supériorité intellectuelle qui puisse faire excuser ses handicaps (she had no intellectual superiority to make atonement to herself), elle bénéficie chez les habitants de Highbury d'une popularité tout à fait inhabituelle pour une femme à ce point dénuée d'avantages, et que seules expliquent sa bonne humeur constante et sa bienveillance à l'égard de tous. Le déluge de paroles dont elle les abreuve, les longs panégyriques qu'elle leur inflige au sujet de sa nièce Jane Faifax dissuadent cependant ses interlocuteurs de prêter trop d'attention à ses propos, quand ils ne cherchent pas à les éviter ou à les écourter.
Jane Austen caractérise essentiellement le personnage par la redondance, lui mettant dans la bouche des discours hachés, décousus, pleins de redites. Ainsi en est-il par exemple, lorsqu'elle fait dire à Miss Bates, au milieu d'un flot de paroles, au moment où l'on parle du futur mariage de Mr Elton avec Miss Hawkins :
« Well, I had always rather fancied it would be some young lady hereabouts; not that I ever — Mrs. Cole once whispered to me — but I immediately said, 'No, Mr. Elton is a most worthy young man — but' — In short, I do not think I am particularly quick at those sort of discoveries… What is before me, I see. At the same time nobody could wonder if Mr Elton should have aspired…
 (volume II, chapitre III) »
« Eh bien, j'avais toujours plus ou moins imaginé qu'il y avait une jeune fille dans cette histoire ; non pas que ça m'arrive… Mrs Cole m'a chuchoté une fois à l'oreille… mais j'ai dit immédiatement, « Non, Mr Elton est un jeune homme des plus respectables… mais »… Bref, je ne pense pas être particulièrement habile à percer ce genre de choses… Ce que j'ai devant les yeux, je le vois. En même temps, personne ne pourrait être surpris que Mr Elton ait ambitionné… »
Lors d'un premier contact avec le roman, le lecteur d’Emma s'empresse de sauter le paragraphe ; mais, lors d'une relecture approfondie, après s'être davantage familiarisé avec les arcanes de l'œuvre de Jane Austen, il se rendra compte avec étonnement de ce qu'était en train de dire Miss Bates, lorsque, par discrétion, elle s'est interrompue : « Personne ne pourrait être surpris que Mr Elton ait ambitionné… la main de Miss Woodhouse ». Car, bien mieux que l'intelligente et vive Emma, cette Miss Bates si pataude a identifié sans difficulté le véritable objet de la cour empressée de Mr Elton.
Mieux encore, lors de la fameuse gaffe de Frank Churchill au sujet de la voiture dont Mr Perry, l'apothicaire, envisage de s'équiper, gaffe qu'il évoque ensuite par le mot « Blunder » lors du thé à Hartfield (volume III, chapitre V), Miss Bates déclare simplement :
« I am a talker, you know; I am rather a talker; and now and then I have let a thing escape me which I should not. I am not like Jane… I will answer for it she never betrayed the least thing in the world. »
« Je suis bavarde, vous savez ; je suis plutôt bavarde ; et ici et là, j'ai laissé échapper quelque chose que je n'aurais pas dû dire. Je ne suis pas comme Jane… Je me porterais garante qu'elle n'a jamais trahi le moindre secret. »
Là aussi, on comprend avec le recul que Miss Bates était au courant, avant tout le monde, de l'investissement envisagé par Mr Perry, et que c'est par elle, au travers d'une lettre de Miss Fairfax, que Frank Churchill a eu vent de l'information qu'il laisse ensuite échapper, persuadé qu'il tient la nouvelle de Mrs Weston. C'est pourquoi Sue Parrill, professeur de littérature anglaise du XXe siècle, a pu dire de Miss Bates – qui sait tout, qui dit tout, mais qui n'est jamais écoutée – qu'elle était la Cassandre de Highbury.

## Emmadans la culture populaire

### Dans la littérature
- Emma et les loups-garous : Jane Austen et Adam Rann, d'Adam Rann, est une sorte de parodie d’Emma parue en décembre 2009 qui, par son titre, sa présentation et son histoire, cherche à donner l'illusion que le roman avait été écrit conjointement par Adam Rann et Jane Austen (mash-up novel)[164].
- De l'importance d'être Emma, roman publié en 2008 par Juliet Archer, est une version moderne d'Emma[165].
- Joan Aiken a écrit, et publié en mars 1997, un roman dérivé d’Emma et intitulé Jane Fairfax : L'Histoire secrète de l'autre héroïne d’Emma, le roman de Jane Austen (Jane Fairfax: The Secret Story of the Second Heroine in Jane Austen's Emma).
- Reginald Hill a écrit en 1987 une nouvelle, Pauvre Emma (Poor Emma), comprise dans le livre de poche de 2007 Il n'y a pas de fantômes en Union soviétique, dans laquelle la finance joue un rôle primordial.

### Sur les écrans
- 2020 : Emma, film anglais réalisé par Autumn de Wilde.
- 2015 : Enchantments, film américain réalisé par Kelsey O'Brien.
- 2013 : Emma Approuved, web série de Bernie Su en forme de série interactive en 72 épisodes diffusés du 7 octobre 2013 au 21 août 2014[166], avec Joanna Sotomura (Emma Woodhouse) et Brent Bailey (Alex Knightley) (transposition moderne du roman).
- 2010 : Aisha, film en hindi adapté très librement d’Emma, le roman de Jane Austen. Sorti en août 2010, il est interprété en particulier par Sonam Kapoor et Abhay Deol.
- 2009 : Emma, mini-série télévisée pour BBC One avec Romola Garai dans le rôle d'Emma Woodhouse et Jonny Lee Miller dans celui de Mr Knightley.
- 1996 : Emma, téléfilm de Diarmuid Lawrence avec Kate Beckinsale dans le rôle d'Emma et Mark Strong dans le rôle de Mr Knightley.
- 1996-1999 : Clueless, série télévisée d'Amy Heckerling pour ABC puis UPN avec Rachel Blanchard dans le rôle-titre (adaptée du film du même titre).
- 1996 : Emma, l'entremetteuse, film de Douglas McGrath avec Gwyneth Paltrow dans le rôle d'Emma et Jeremy Northam dans le rôle de Mr Knightley.
- 1995 : Clueless, film d'Amy Heckerling avec Alicia Silverstone dans le rôle-titre (transposition du roman dans un lycée de Californie).
- En 1993 Emma, le roman, apparaît dans Naked, de Mike Leigh, dans lequel le personnage de Johnny (joué par David Thewlis) confond le titre et le nom de l'auteur.
- 1972 : Emma, mini-série télévisée de John Glenister pour la BBC avec Doran Godwin dans le rôle d'Emma et John Carson dans le rôle de Mr Knightley.
- 1960 : Emma, mini-série télévisée de Campbell Logan pour la BBC avec Diana Fairfax dans le rôle d'Emma et Paul Daneman dans le rôle de Mr Knightley.
- 1948 : Emma, film de Michael Barry avec Judy Campbell dans le rôle d'Emma et Ralph Michael dans le rôle de Mr Knightley.